# 普魯士改革運動
普魯士改革運動（德語：Preußische Reformen），亦称施泰因-哈登贝格改革（德語：Stein-Hardenbergsche Reformen）是十九世紀早期普魯士王國一系列法律、行政、社會、军事和經濟改革的统称，主要推动者为先后担任普鲁士首席大臣的卡爾·馮·斯泰因和奧古斯特·馮·哈登貝格。这些自由主义政策为普鲁士从一个保守专制的农业国转型为现代的民族主义工业国家奠定了基础。
1806年普鲁士军队在第四次反法同盟战争中被法军击溃，随后签订的《提爾西特條約》使普魯士失去了大約一半的領土並被迫向法國支付大量賠款。这次失败导致普鲁士失去了自腓特烈大帝以来逐渐建立起的大国地位，并迫使其展开一次“自上而下的革命”。改革的首要目标是废除旧制度下森严的社会等级以加强国家机器的行政效率，包括解放农奴和犹太人、确立社会平等、建立城镇自治、推行部委改组和鼓励贸易自由。第二部分是由威廉·冯·洪堡主持的教育改革，他以人文主义精神革新教育制度，推行义务教育，创立了柏林大学等高等教育机构。第三部分是军事改革，由格哈德·冯·沙恩霍斯特、奥古斯特·奈德哈特·冯·格奈森瑙和赫尔曼·冯·博延等人组成的军事改组委员会（德語：Militär-Reorganisations-Kommission）实现了普鲁士军队的现代化，废除了对士兵的体罚，并实行了普遍征兵制。
史学界普遍认为普鲁士成功的自我改革不仅奠定了日后德意志解放战争的胜利，也为1848—1849年三月革命的爆发创造了条件。《拿骚备忘录》确定改革的中心目标为“活跃共同精神和公民意识，利用沉睡和被误导的力量以及分散的知识 ……以恢复对祖国、独立和民族荣誉的感情。” 

## 背景

### 拿破崙席捲歐洲

#### 神羅解體

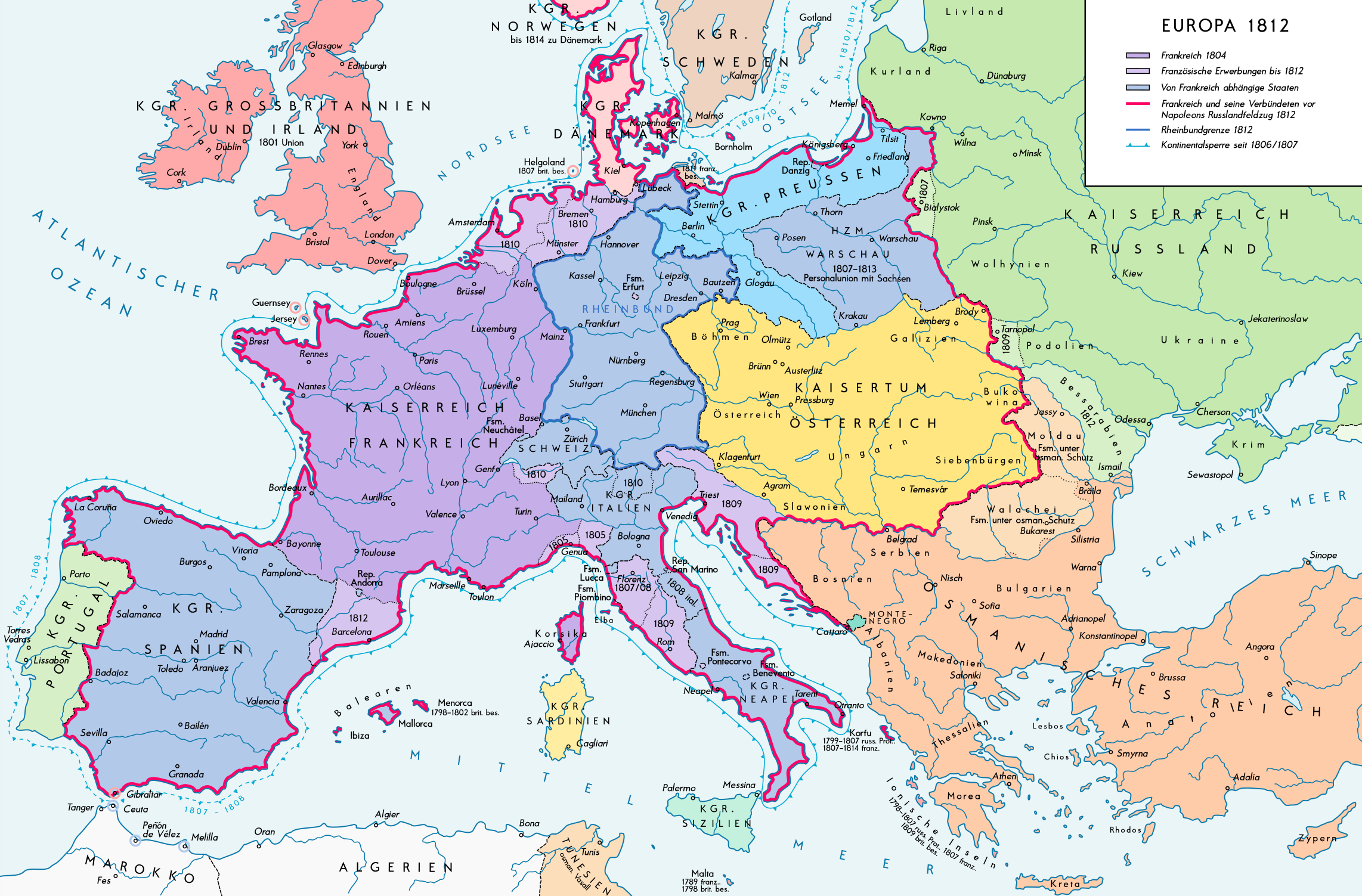
拿破仑帝国巅峰时期的疆域

1803年，德國的世俗化運動深刻地改變了德國的政治和行政版圖。有利於中等國家和普魯士的重組加強了法國的影響力。1804年5月18日，拿破崙稱帝。神聖羅馬皇帝弗朗茨二世見到法國大革命和拿破崙的崛起加劇了德國諸城邦的分化，擔心法國再次擴張，與神聖羅馬帝國抗衡。因此他糾合英國，俄國，瑞典和那不勒斯王國，組成第三次反法同盟。1805年，帝國在俄軍支援下入侵法帝國盟國巴伐利亞。而那不勒斯則和帝國軍一道進攻拿破崙在意大利的盟國。不過拿破崙迅速做出反應，自本土揮軍渡過萊茵河。
12月2日，法、俄、神聖羅馬三國皇軍，在奧斯特利茨打了一場「三皇會戰」。拿破崙最後不但守住了巴伐利亞，更攻入哈布斯堡領地摩拉維亞，更將帝國軍趕出意大利，並在普魯士境內打敗俄援軍。
1806年7月12日，拿破崙將德國的16個邦從中分離出來，在法國的影響下成立了萊茵邦聯。同年8月6日，奧地利的弗朗茨一世被迫放棄皇帝的頭銜，解散了帝國，持續千年的德意志神聖羅馬帝國解體，拿破崙獲得了羅馬人國王和萊茵邦聯護國主的頭銜。在此過程中普魯士始終保持中立地位。

#### 耶拿慘敗

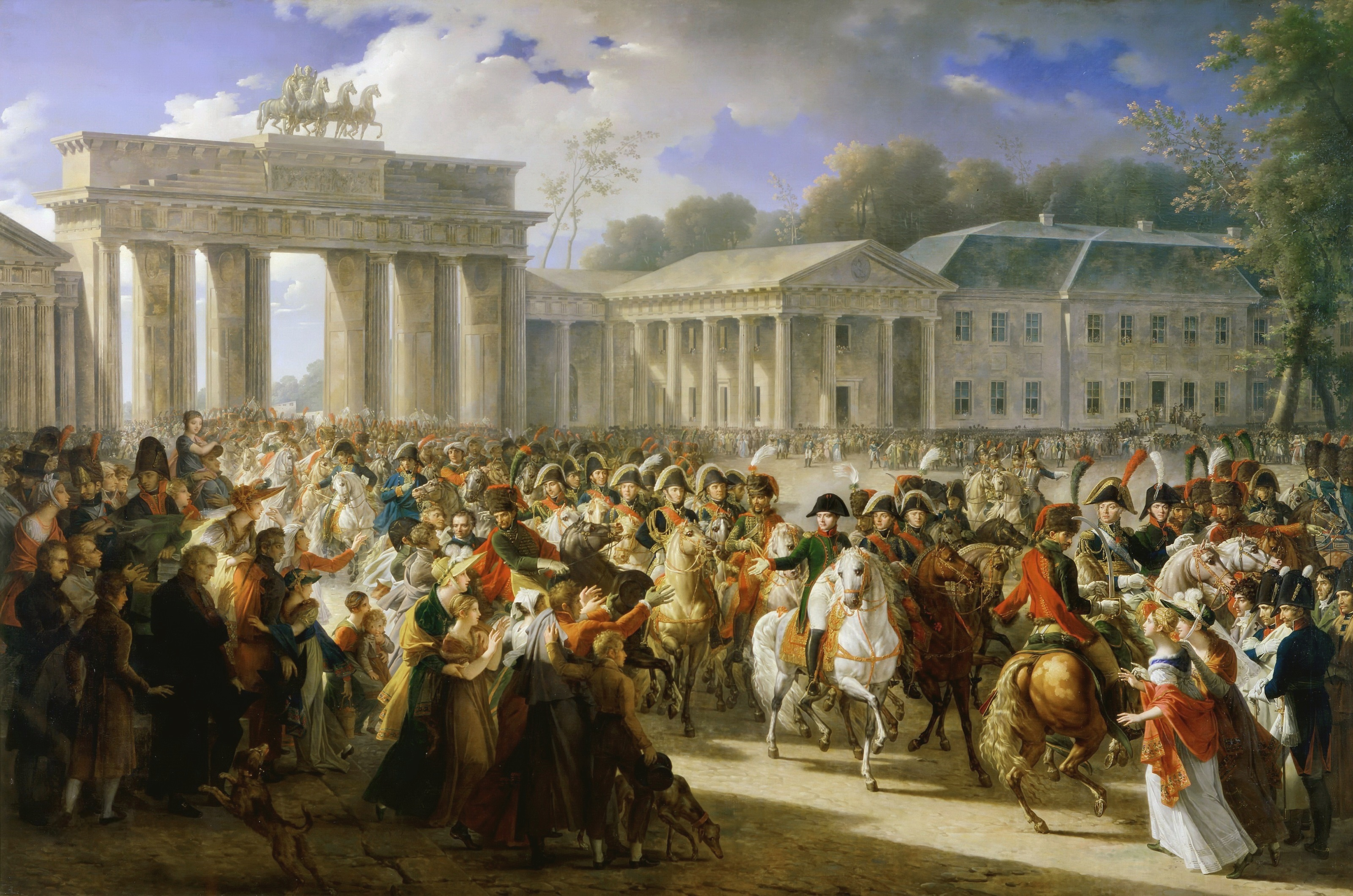
拿破仑在1806年10月27日乘胜进入柏林

當普魯士的腓特烈·威廉三世意識到事情的嚴重性時，法國的影響力已經達到了普魯士邊境。在英國的鼓動下，普魯士放棄了自1795年起的中立，它拒絕了1795年的巴塞爾和約，加入了第四次反法同盟並加入了對法國的戰爭。普魯士於1806年8月9日動員其軍隊，但兩個月後即在耶拿-奧爾施泰特被擊敗。普魯士瀕臨崩潰，戰敗三天后，腓特烈·威廉三世發布海報，呼籲柏林居民保持冷靜。十天后，拿破崙進入柏林。
1807年7月7日拿破崙和俄羅斯亞歷山大一世之間簽訂了第一次提爾西特條約，戰爭在涅曼河的浮筏上結束。兩天后，拿破崙與普魯士簽署了第二份提爾西特條約，条约移除了其一半的領土。普鲁士在瓜分波兰获得的土地及其莱茵河流域的领地被尽数剥夺。拿破仑同时並迫使普魯士國王承認杰羅姆·波拿巴及其新成立的威斯特伐利亞王國的主權，拿破崙將普魯士在莱茵河以西的領土併入該王國。普魯士在1805年的900萬居民中455萬在條約中失去。它還被迫向法國支付1.2億法郎的戰爭賠款並为一支15萬人的法國占領軍提供补给。

### 腓特烈大帝後的衰落

#### 财政危机

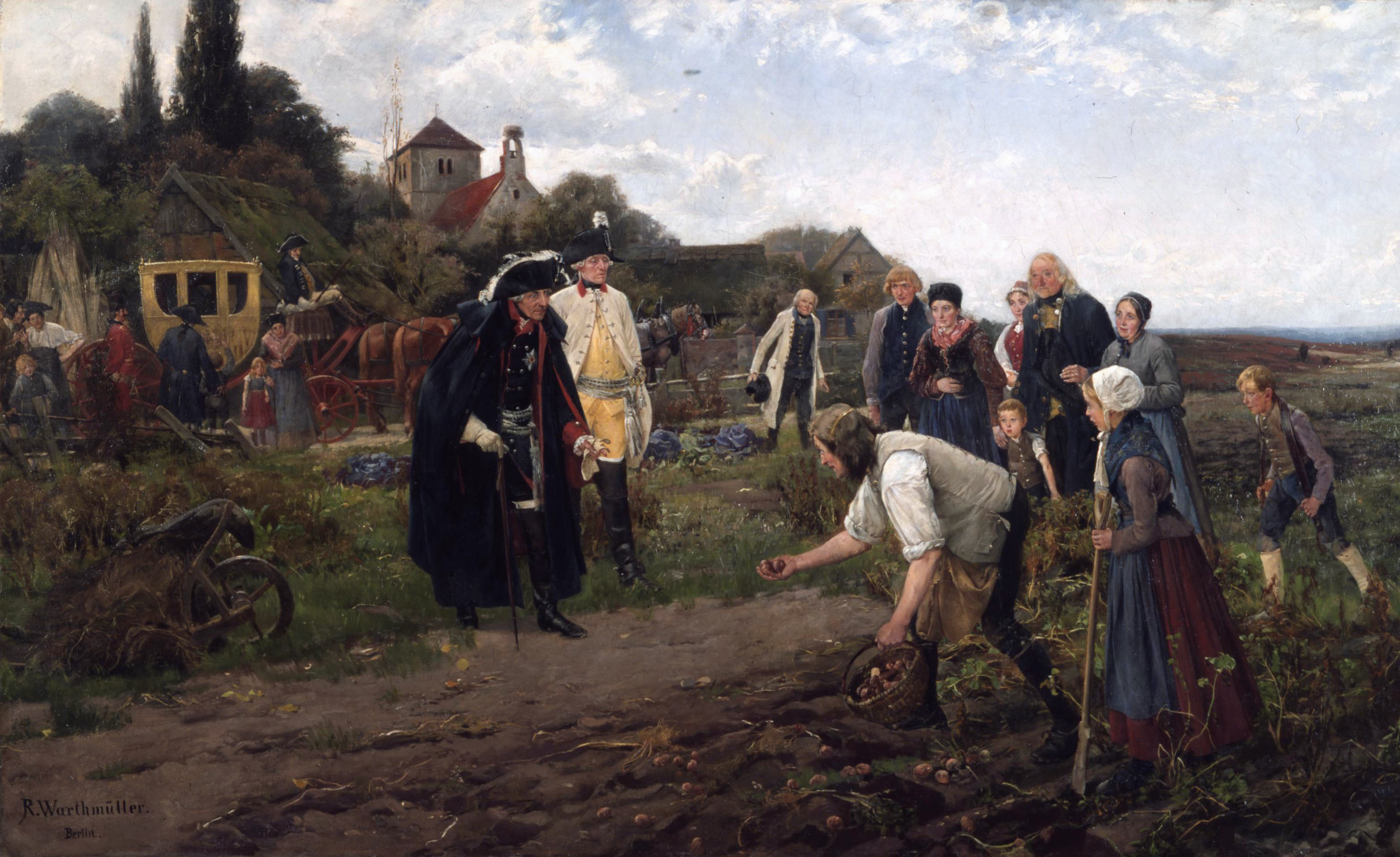
腓特烈大帝视察东波美拉尼亚新斯德丁的农村

1806年慘敗不僅是決策失誤和拿破崙軍事天才的結果，也是對普魯士內部結構薄弱的反映。在18世紀，普魯士國家一直是德意志其他地區開明專制的典範。在德国的西部和南部，沒有任何一個邦國或聯盟可以挑戰它。自腓特烈二世（大帝）于1740年废除酷刑开始，它就是一個以改革為導向的國家。
18世紀下半葉普鲁士的經濟改革基於重商主義邏輯。他們必須允許普魯士在一定程度上實現自給自足，並為其出口提供足夠的盈餘。约瑟夫·罗万強調：國家的利益要求其臣民身體健康，營養充足，農業和製造業的发展使國家獨立於外國，同時允許它通過出口盈餘來籌集資金。
經濟發展也必須資助和支持軍隊。普魯士的基礎設施以運河、道路和工廠的形式發展起來。道路將其外圍地區與中心連接起來，奥德河、瓦尔塔河和諾泰奇河沼澤被開墾和耕種並發展了蘋果和粮食種植产业。
然而当地的工業仍然非常有限，受到國家嚴格控制。产業被組織成壟斷行會，財政和海關法律複雜而低效。 1806年戰敗後，為佔領軍提供資金和戰爭賠款使普魯士的經濟面臨壓力。與18世紀一樣，19世紀初期的改革旨在創造預算利潤，特別是在努力促進經濟發展方面。

#### 体制僵化
普魯士的腓特烈二世贊成經濟和政治改革。他的政府致力於編纂普魯士的法律——普魯士一般州法。第22條表明他的所有臣民在法律面前一律平等：“國家法律團結所有成員，不分身份、等級和性別”。然而腓特烈於1786年去世，此时法典尚不完整，腓特烈·威廉二世随后繼任，他擴展了相同的行政結構和公務員制度。
在腓特烈·威廉二世的財政樞密院議員約翰·克里斯托夫·馮·沃爾納的蒙昧主義影響下，專制制度開始重新鞏固。改革停滯不前，特別是在現代化社會領域。1792年完成了對一般國家法律的編輯，但法國大革命到爆发導致了对一般邦法的反對，尤其是來自貴族的反對。随后它被终止，再度進行修訂，直到1794年才重新生效。其目的包括將國家和中產階級社會與法律和公民權利聯繫起來，但同時它保留並確認了整個結構舊制度。例如，農奴制在普魯士的皇家領地被廢除，但在易北河以東的大地主的莊園中沒有被廢除，貴族也在軍隊和行政部門中保持著自己的地位。1797 年，腓特烈·威廉三世接替父親腓特烈·威廉二世，但在他即位時，他發現除了1794年頒布的《一般州法》之外，社會仍旧由守舊派主導。他自己的國家觀念是專制主義的，他認為國家必須掌握在主權者手中。1806年之前，海因里希·弗里德里希·卡爾·馮·施泰因和卡爾·奧古斯特·馮·哈登贝格等幾位觀察家和高級公務員強調了普魯士國家需要重組這一事實。作為財政和經濟部長，施泰因實施了一些改革，例如对鹽價进行标准化（當時是國家壟斷）和部分取消王國領土之間的進出口稅。 1806年4月，他出版了《揭露內閣的不完善組織和組建部長級會議的必要性》（德語：Darstellung der fehlerhaften Organization des Kabinetts und der Notwendigkeit der Bildung einer Ministryialkonferenz）一书。他在其中寫道：
|  | 應該有一個新的和改進的國家事務組織，以根據國家的需要來衡量。主要目的是在整個行政部門中獲得更多的力量和團結。 |

### 變法圖強

普魯士王國在拿破崙戰爭前夕的領土變化
呂內維爾條約中的損失 (1801年2月9日)
1803年获得的土地
巴黎條約中的損失（1806年2月15日）
梅梅爾條約中的損失（1807年1月28日）
提爾西特條約的損失（1807年7月9日）
提爾西特條約後的普魯士（1807年7月9日）

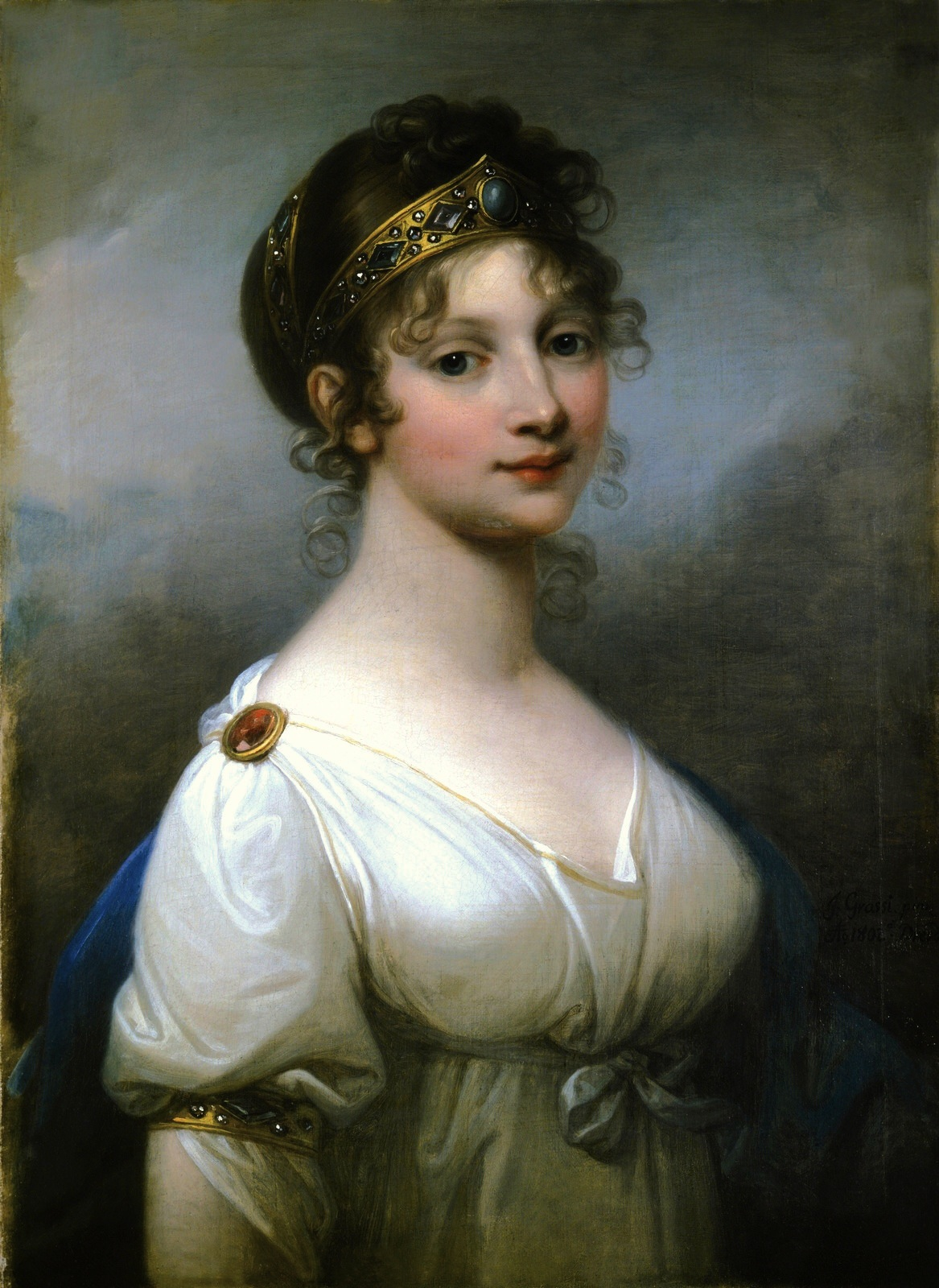
普魯士的路易斯皇后，腓特烈·威廉三世之妻， 改革的有力促进者、施泰因男爵的支持者以及开明君主专制的拥趸。她曾在提尔西特的危难时刻为民请命，于拿破仑和亚历山大之间斡旋，被普鲁士人民拥戴为「国家之魂」

普魯士對拿破崙的戰爭暴露了其國家組織的漏洞。在1806年12月的一系列失敗之後，腓特烈·威廉三世仓促逃離法國軍隊占领区，抵達東普魯士的小鎮奧特爾斯堡（今波兰什奇特諾）。12月12日，他撰寫了《奧特爾斯堡宣言》。除了發洩對一連串投降的憤怒，要求對逃兵進行無情的懲罰之外，他還宣布了一項革命性的措施，即任何戰鬥人員，無論其階級如何，無論是列兵、準尉還是亲王，都可以晉升為軍官。
支持戰爭和強烈批評其君主政策的施泰因在1807年1月被法國擊敗後被解職。然而腓特烈威廉三世看到，普魯士國家和普魯士社會只有開始改革才能生存。在《提尔西特條約》之後，他於1807年7月10日在哈登贝格和拿破崙的支持下召回斯坦因擔任部長，後者在斯坦因身上看到了法國实施影响的可能性。梅克倫堡-施特雷利茨的路易絲王后也支持施泰因帝国男爵的連任——事實上，她比她的丈夫更支持改革，並且是改革的主要發起者。在斯坦因、哈登伯格和其他人的幫助下，她說服了她的丈夫在1806年動員起來，並在1807年甚至會見了拿破崙，要求他審查條約中規定的苛刻條件。哈登贝格同年寫道：
|  | 我相信路易絲王后可以告訴國王納瓦拉王后卡特琳·德·福瓦對她的丈夫讓·達爾布雷說的話——“如果我們出生了，你親愛的凱瑟琳和我親愛的讓，我們就不會失去我們的王國」；因為她會聽取有活力的人的意見並徵求意見，她會接受他們並果斷地採取行動。[國王] 個人力量不足的地方就這樣被替換掉了，進取的勇氣將取代寬容的勇氣。 |

施泰因為他上任設定了一些條件，其中包括廢除內閣制度。取而代之的是，大臣們必須通過直接與國王交談來贏得權力。滿足這一條件後，施泰因上任，直接負責民政管理，並對其他領域發揮控製作用。腓特烈·威廉三世仍然沒有表現出進行改革的意願，並猶豫了很長時間。因此，改革者不得不花費很多努力來說服國王。在這種情況下，改革派不得不在官僚機構和軍隊內部與貴族和保守派和復闢勢力進行最激烈的鬥爭。因此，伊曼紐爾·康德的唯心主義哲學對改革者產生了重大影響——斯坦因和哈登伯格各自在1807年發表了一篇論文來描述他們的思想。

### 思想指導

#### 拿騷備忘錄
被召回后，斯坦因退休回到他在拿骚的莊園。1807年，他出版了《拿騷備忘錄》，其主要论点是行政改革。与莱茵邦聯各州的改革相比，斯坦因的方法是传统主义的，最重要的是反启蒙运动，而是侧重于批判专制主义。斯坦因效仿1688年的光荣革命等英国模式，对中央集权和军事化的官僚机构持怀疑态度，赞成分权和合议的行政管理。与他的合作者一起，他遵循（用他自己的话说）的原则是“防御性现代化政策，不是与拿破仑为盟而是反对他”。
根据斯坦因的说法，行政部门应该按领域而不是按地理区域划分。因此行政部门必须分为两个部门——公共收入部门和最高级别的国家政策部门（oberste Staatsbehörde）。这一概念的主要目标之一是使国家金融体系合理化，以筹集资金以满足提尔西特条约规定的战争赔款。使国家财政合理化将使国家增加收入，但会限制因行政组织不善而造成的损失。 
斯坦因是一个反专制主义者和反中央集权主义者，对官僚主义和中央政府持怀疑态度。对他来说，公务员只是吃俸禄的“冷漠”和“害怕创新”的人。最重要的是，他着手分散权力并形成一个合议制国家。因此斯坦因赋予了各省、縣和城镇更多的自治权。由于他以前担任过不同的职位，斯坦因意识到他必须协调各省的政府。正如他在威斯特伐利亚所经历的那样，他求助于旧的社团宪法。根据斯坦因的说法，地主是地方自治的基石——“如果地主被排除在省政府的所有参与之外，那么将他与祖国联系起来的纽带就不会被利用。”
然而对斯坦因发挥作用的不仅仅是功能方面的考虑。他觉得他首先必须在政治上教育人民，省级自治政府是这方面最有用的东西之一。关于地主参与省级行政，他写道：
|  | 然而就行政成本而言，经济是地主参与省政府所获得的最不重要的优势。更重要的是激发社区精神和公民意识，使用沉睡和领导不力的力量和传播知识，民族精神、民族观点和需要与民族精神、民族观点和需要之间的和谐。重新唤醒对祖国、独立和民族荣誉的感情。 |

在他的改革计划中，斯坦因试图在不忽视因1806年战败而动摇的普鲁士统一的情况下改革政治制度。斯坦因和哈登伯格不仅在后来的政策上留下了印记，而且代表了两种不同的政治方法，哈登伯格更沉浸于启蒙思想。他比斯坦因更深入地接受了法国大革命的原则和拿破仑的实际政策所提出的建议。哈登伯格是一位中央集权主义者，他渴望通过密集和集中的行政管理来加强国家。然而，这些分歧仅代表了改革者倾向的某种变化。尽管后者提出了“斯泰因-哈登伯格改革”的总括概念，但实施的举措在很大程度上属于他们自己的时代。

#### 里加備忘錄
《里加備忘錄》与斯坦因的作品同年出版，并于1807年9月12日发表。它的标题是“关于普鲁士国家的重组”。哈登貝格以前是里加的居民，在拿破仑的压力下于7月被普鲁士国王召见。哈登伯格对普鲁士国家的整体组织提出了不同于他的改革者同行的想法。里加備忘錄的主要编辑是金融专家巴特霍尔德·格奥尔格·尼布尔、未来的财政部长卡爾·馮·斯坦祖姆·阿爾登斯坦和特奧多爾·馮·舍恩。这三人总结说，大革命给了法国新的动力：“所有沉睡的力量都被重新唤醒，苦难和软弱，旧的偏见和缺点被摧毁了。”因此在他们看来，普鲁士已经以法国为例：
|  | 愚蠢地认为人们可以以最安全的方式进入革命，继续依附于旧政权并严格遵守它所主张的原则，这种愚蠢的想法只会刺激革命并使其不断发展壮大。这些原则的力量是如此之大——它们被如此普遍地承认和接受，以至于不接受它们的国家必须预料到会被毁灭或被迫接受它们；甚至贪婪的拿破仑和他最得宠的助手也屈服于这种权力，而且违背他们的意愿将继续如此。不可否认，尽管他以铁一般的专制统治，但他仍然广泛地遵循这些原则的基本特征；至少他被迫表现出服从他们。 |

因此作者赞成一场「在正确意义上」（德語："im guten Sinn"）的革命，历史学家后来将其描述为“自上而下的革命”。因此君主及其大臣进行改革，以获得革命的所有优势，而没有任何劣势，例如失去权力或遭受挫折或爆发暴力。
与斯坦因的備忘錄一样，里加備忘錄赞成复兴民族精神以与国家和政府合作。哈登伯格还试图定义社会的三个阶级——贵族、中产阶级和农民。对他来说，农民参与了“国家中人数最多、最重要但也是最被忽视和贬低的阶级”，并补充说“农民阶级必须成为我们关注的主要对象”。哈登伯格还试图强调他认为必须在社会中统治的功绩原则，他断言“国家中没有任何任务无一例外地针对这个或那个阶级，而是对功绩、技能和所有人的能力开放”。

## 人物

### 施泰因

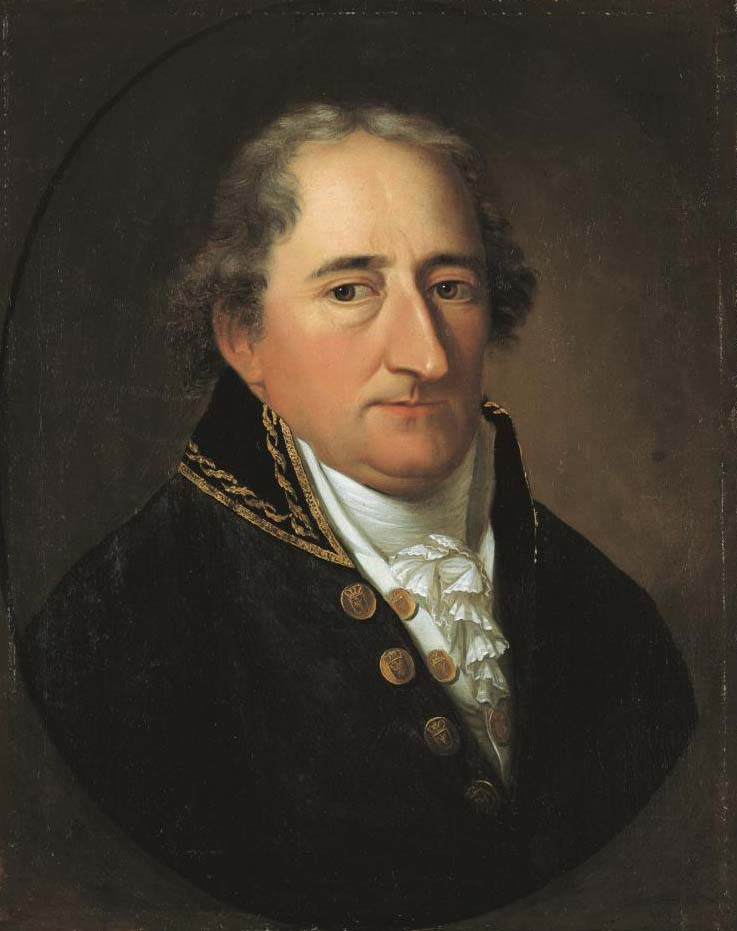
卡爾·馮·斯泰因（1757—1831），拿骚人，普魯士王國民族主義和民主主義政治家、改革者，改革最大的倡导人

在这群政治家里最伟大的要数海因里希·弗里德里希·卡尔·冯·施泰因男爵。施泰因于1757年出生在拿骚伯国，在他五十岁的时候，普鲁士到了危急存亡的重要关头。1807年8月，普鲁士国王任命他为首相，当时他已经在国家部门工作和学习了很长时间，可谓经验丰富。
他生来就是一名帝国骑士，是帝国的忠实臣民，他的父母一定要让他在帝国的宫廷里占有一席之地。他在哥廷根大学接受教育，研读法理学和政治学。因为哥廷“哥廷根大学的重点专业是英国政治制度，所以施泰因也专门做过这方面的研究。毕业之后，施泰因不愿意从事法律职业，反而十分欣赏“独一无二的腓特烈大帝”，而且很喜欢他的个性和政策，于是决定在1780年进入普鲁士的公务员体系，随后被分配到矿业部。
1785年，他作为普鲁士特使被派往美因茨、茨魏布吕肯和达姆施塔特，以争取这些宫廷对诸侯联盟的支持。1787年，政府提出让他担任海牙和彼得堡大使，还准备引导这个三十岁的年轻人从事外交工作，但这两个提议都被他拒绝了。二十年来，施泰因一直在威斯特伐利亚战争与领地议会工作，直到最后成为议会主席。1804年，他成为普鲁士内政部长，专门掌管消费税、关税、制造业和贸易等事务，实际上掌管普鲁士的财政大权。
然而从施泰因在1806年写的备忘录中可以清楚地看出，他虽然已经身居高位，但仍未达到自己的预期。通过研究施泰因这份备忘录，可以了解普鲁士崩溃的原因。施泰因尤其反对内阁大臣作为国王的亲信对国王施加至高无上的影响，在国王和国务大臣之间进行干预。这份备忘录在1806年初就写好了，在耶拿战役大败之后，施泰因在11月29日被要求担任外交部的职务，但他没有接受。国王非常生气地跟施泰因说他是一个“乖张、傲慢、固执和不听话的官员”。
1807年10月8日，施泰因被身心俱疲的腓特烈·威廉三世国王任命为首相，授予其廣泛的權力以推行改革。1808年，由于其反法立场，施泰因被拿破仑列为法國和萊茵邦聯的公敵，并在次年1月逃往波希米亞。

### 哈登贝格

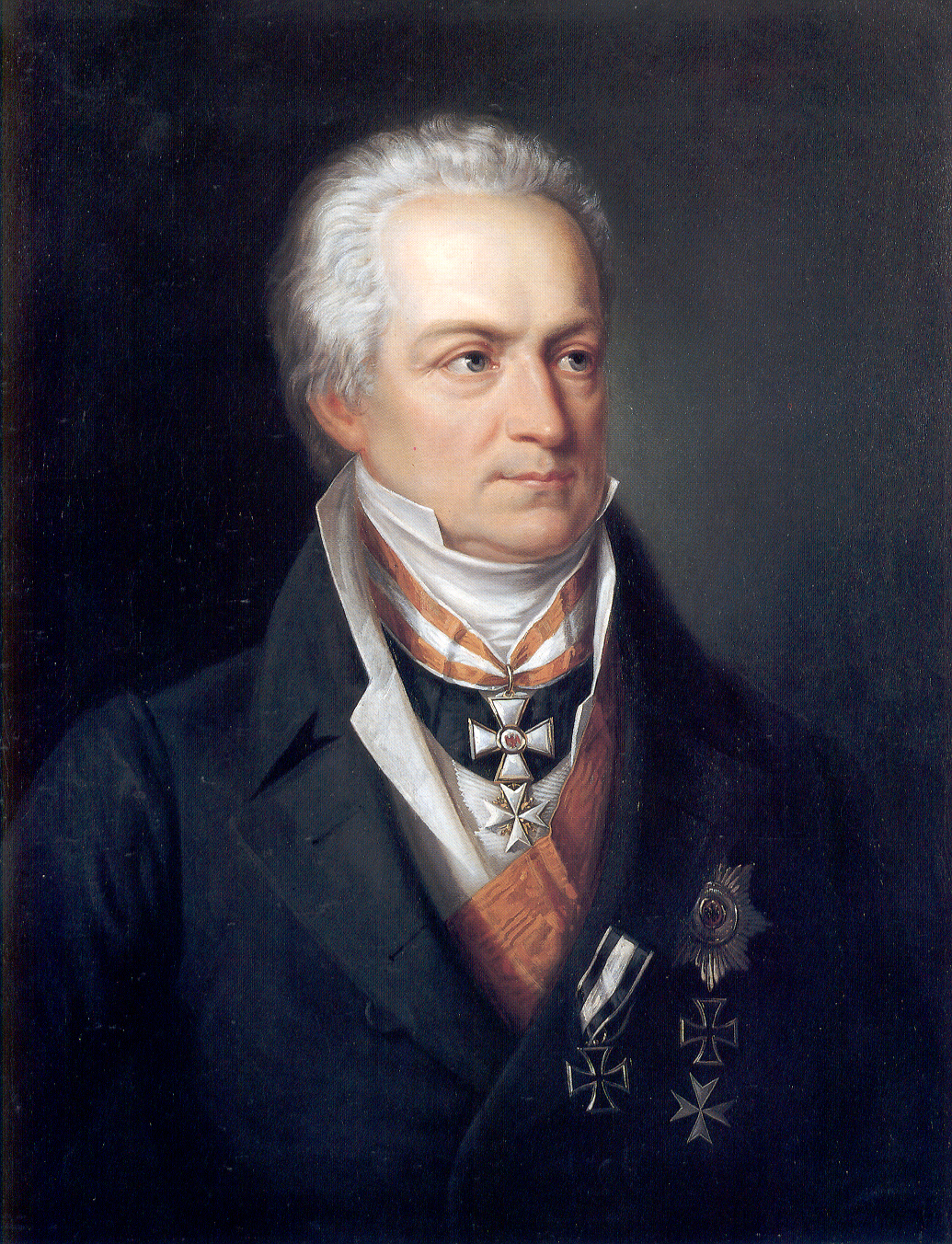
奧古斯特·馮·哈登貝格（1750-1822），汉诺威人，普魯士政治家，曾擔任普魯士內閣首長

卡尔·奥古斯特·冯·哈登贝格于1750年5月31日出生于汉诺威的埃森罗德，他与冯·施泰因一起是普鲁士改革的关键人物之一。哈登伯格出身于一个传统的贵族家庭，并在启蒙运动的精神中长大。最初在汉诺威选侯国为英国效忠后，他于1781年加入不伦瑞克军队。此时他已经在当地进行了部分改革，例如布伦瑞克的教育改革。当安斯巴赫-拜罗伊特于1790年将其领土并入给普鲁士时，哈登贝格被任命为这些地区的高級行政长官，并享有相对独立于柏林的职位。他以此为契机，对以前联系松散的地区进行了中央集权的行政改革。他还在法国大革命战争期间担任过外交官，最后在 1798 年被召回柏林后，从1804年起担任普鲁士外交部长。1806年，他被任命为普鲁士首相（内阁首长），但因为他公开支持与其他欧洲大国结盟以及一贯反拿破仑的政策，不得不在次年辞去这一职位。《里加忘录》出版后，哈登贝格于1810年由国王腓特烈·威廉三世重新任命为首相，并继续其前任冯·施泰因男爵领导下的改革。

### 沙恩霍斯特

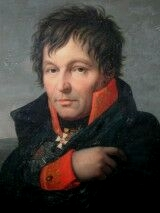
格哈德·馮·沙恩霍斯特（1755—1813），汉诺威人，普鲁士元帥，曾参与拿破仑战争。輪役制度的发明者以及普鲁士军事制度的奠基人，普鲁士首任战争部长及总参谋长

格尔哈德·约翰·达维德·冯·沙恩霍斯特比施泰因大两岁。沙恩霍斯特出生于汉诺威，曾在汉诺威军队中服役，参与过1793年到1794年的战役，但在不伦瑞克公爵的要求下，他于1801年进入普鲁士军队。作为一名著名的军事著作家，他成了柏林军事学院的教授。他参加过耶拿战役，也曾担任莱斯托克将军的参谋长，协助莱斯托克在埃劳战役指挥普鲁士的分遣队。在签订和约之后，他成了施泰因内阁的军政首脑。

### 格奈森瑙

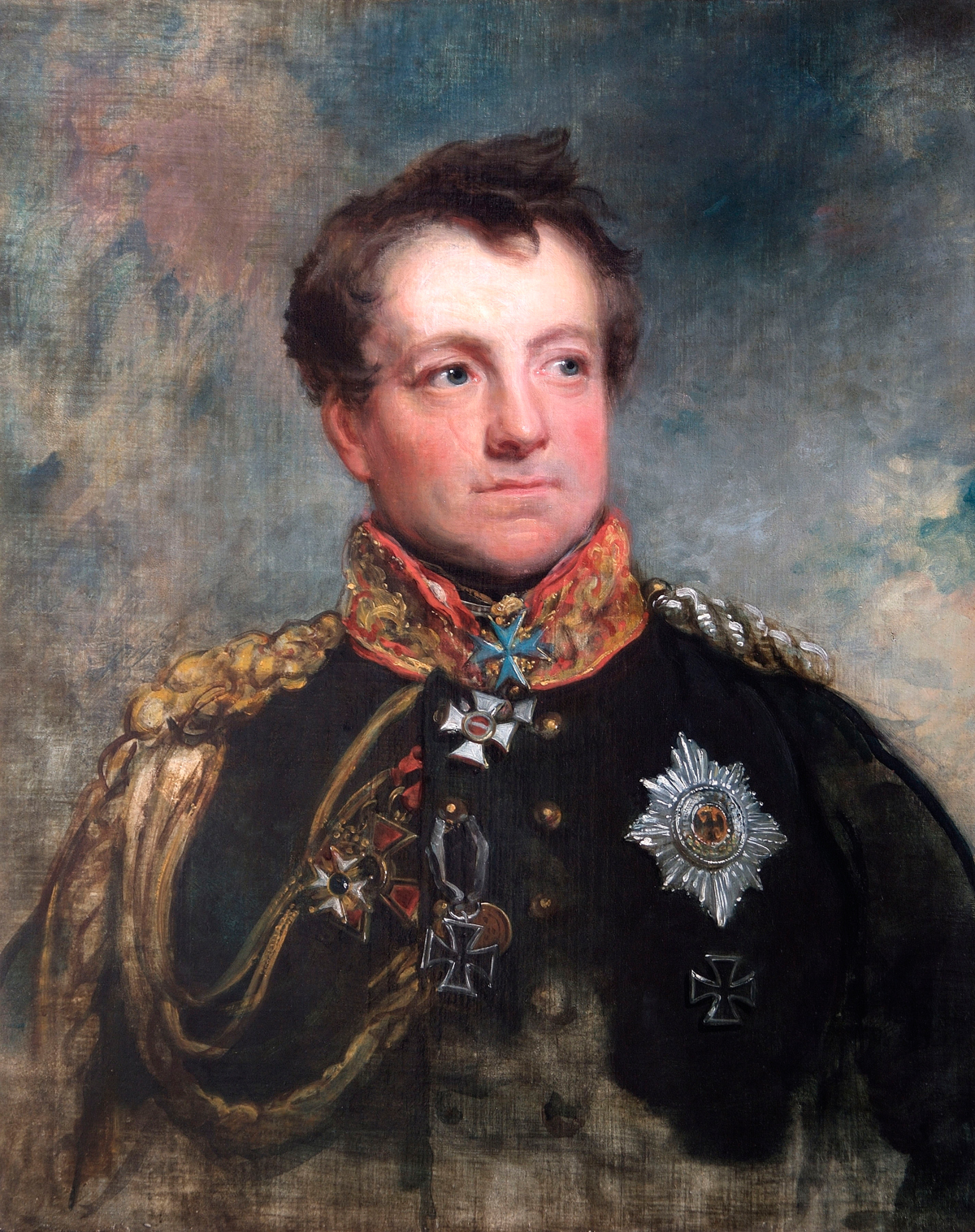
奥古斯特·奈哈特·冯·格奈森瑙（1760—1831），萨克森人，普魯士元帥，曾参与美国革命战争、拿破仑战争，他和沙恩霍斯特一起組建正在成形中的總參謀部，實行徵兵制，更新武器裝備，加強部隊訓練等，對普魯士和德國的軍事制度產生巨大影響

奥古斯特·奈哈特·冯·格奈森瑙是沙恩霍斯特的亲密助手。他1760年出生于萨克森選侯國，在埃尔福特接受教育，后来为神聖羅馬皇帝效力，参加了1778年的巴伐利亚王位继承战争。他曾经加入英国雇佣的德意志雇佣兵军团与美洲殖民地人民战斗，返回后于1785年加入了普鲁士军队。1793年至1795年间，他在波兰服役，并在萨尔费尔德受了轻伤；在耶拿战役里，在大多数同僚反对的情况下，他指挥一个步兵旅，在普军撤退之后保卫科尔贝格。格奈森瑙的壮举为他赢得了布吕歇尔的友谊和钦佩，1807年他被任命为沙恩霍斯特领导的军事委员会成员，协助重组普鲁士军队。后来他在莱比锡会战中成为高级指挥官，并在滑铁卢战役中担任布吕歇尔的参谋长。布吕歇尔之所以能有如此名望，很大程度上要归功于格奈森瑙在战略和战术方面的卓越见识。格奈森瑙在1831年去世，最终获得了陆军元帅的军衔。

### 洪堡

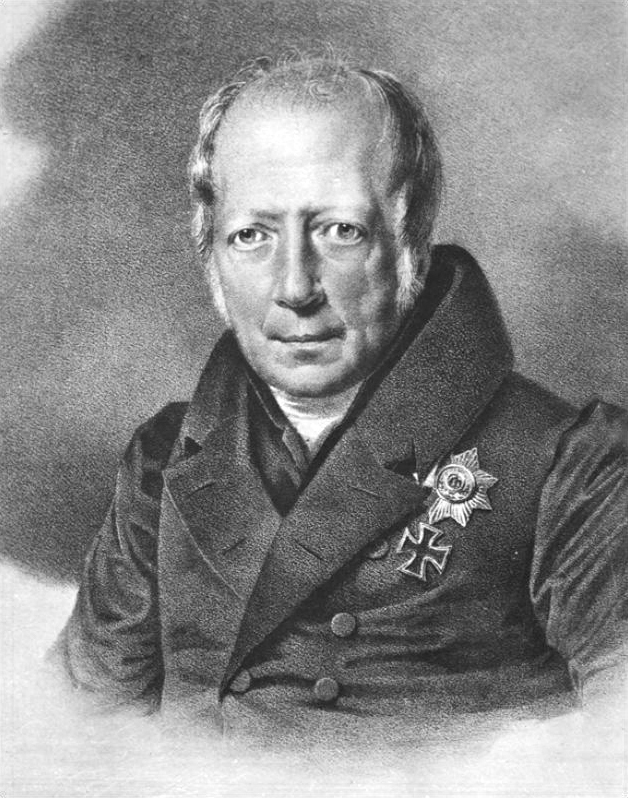
威廉·馮·洪堡（1767—1835），普鲁士波茨坦人，德國哲學家、語言學家、政府官員和外交家，柏林大學的建立者

普鲁士的军队和学校一直紧密结合在一起，军事的成功离不开学校的教育。格奈森瑙和沙恩霍斯特为军事改革所做的贡献来源于卡尔·威廉·冯·洪堡男爵（1767—1835）为教育所做的贡献。洪堡于1767年出生于普魯士勃兰登堡的波茨坦，青年时期在莱茵流域游学，曾与歌德、席勒、西哀士等人结交。他后担任普鲁士驻罗马的大使。他是著名旅行家亚历山大·冯·洪堡的哥哥，也是一位杰出的政治家和学者。
他和他的哥哥一起，成为了德国文化史上最伟大、最有影响力的人物之一。亚历山大·洪堡主要在地球和自然科学研究领域开辟了新视野，而威廉则专注于处理文化科学背景，如教育问题、国家理论、语言、文学和艺术的分析考虑，以及现代国家的文化、政治建设。

### 舍恩
這些改革有時以他們的領導人施泰因和哈登贝格的名字命名，但它們也是專家之間合作的成果，每個人都有自己的專長。其中一位就是亨利希·特奥多尔·冯·舍恩（Heinrich Theodor von Schön）。舍恩於1773年生于东普鲁士提尔西特，他曾在柯尼斯堡大學學習法律，從事政治學工作。1793年，他進入普魯士军队服役。九年後，他成為总后勤部（Generaldirektorium）的財務顧問。當普魯士政府在耶拿戰敗後逃往柯尼斯堡時，他跟隨斯坦因去了那裡。正是在那裡，他展示了他在農奴制方面的專業知識，正是他的論文幫助施泰因撰寫了十月法令。與施泰因不同是，舍恩支持更大程度的土地所有權自由化——對他來說，經濟盈利能力必須放在首位，即使這對農民不利。從1816年起，舍恩為了高級行政长官（Oberpräsident） ，這一職位他擔任了大約40年，並致力於他所管轄的省份的經濟和社會生活。 

### 尼布尔

巴特霍爾德·格奧爾格·尼布爾（1776—1831）德裔丹麥人，政治家、銀行家、歷史學家，德國古羅馬歷史學的領軍人物，現代學術歷史學奠基人之一

在舍恩參與《里加備忘錄》編輯的同僚中，有一位才能出众，他便是巴特霍尔德·格奥尔格·尼布尔。尼布尔出生于丹麦的哥本哈根的德裔家庭，1794年至1796年間在基爾大學學習法律、哲學和歷史。1804年，他被任命為丹麥國家銀行的負責人。他作為金融專家的名聲很快傳到了普魯士。 1806年6月19日，尼布爾和他的家人在哈登贝格被解僱時與其他公務員一起前往里加與哈登贝格一起工作。 1809年12月11日，他被任命為財政顧問和國家債務科長。1810年，他編輯了一份給國王的便條，其中他對哈登伯格製定的財務計劃能否實現表示強烈懷疑。他使用的語氣如此強烈，以至於國王否認了他，因此尼布爾退出了政治领域。

### 其他人物

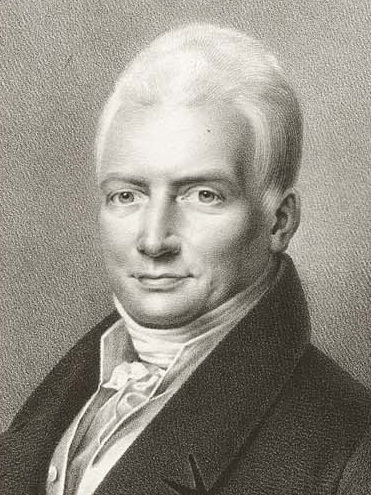
卡爾·馮·斯坦祖姆·阿爾登斯坦男爵，普魯士首任教育部長，其教育體制的奠基人

其他參與《里加備忘錄》（Rigaer Denkschrift）編輯参与公務人员——卡爾·馮·斯坦·祖姆·阿爾登斯坦、威廉·安東·馮·克萊維茨和弗里德里希·奧古斯特·馮·施泰格曼——也在改革中發揮了重要作用。阿爾滕斯坦成為总后勤部（Generaldirektorium）的高級財務顧問。當施泰因於 1807 年被解職時，阿爾滕施泰因和財政部長弗里德里希·費迪南德·亞歷山大·祖·多納-施洛比滕實施了施泰因構想的國家改革。1810年，克萊維茨和舍恩編輯了《關於所有高級職位的新憲法的法令》（Verordnung über die veränderte Staatsverfassung aller obersten Staatsbehörden）。其他合作者也參與了改革，例如約翰·戈特弗里德·弗雷（Johann Gottfried Frey，柯尼斯堡警察局局長和《市自治法規》（Städteordnung）的真正作者）、克里斯蒂安·彼得·威廉·貝特（Christian Peter Wilhelm Beuth ，自1801年起在普魯士服役，曾與哈登贝格合作制定財政和工業法）和克里斯蒂安·弗里德里希·沙恩韋伯（對哈登伯格有一定影響）。
19世纪初的历史机缘，使得这些各领域的人杰汇聚于普鲁士的地界，在这里，格奈森瑙、沙恩霍斯特、洪堡、舍恩、尼布尔和冯·哈登贝格亲王等人要将完成本世纪初最杰出的政治成就——他们要肩负起复兴普鲁士的重任。

## 各項舉措

### 財政改革

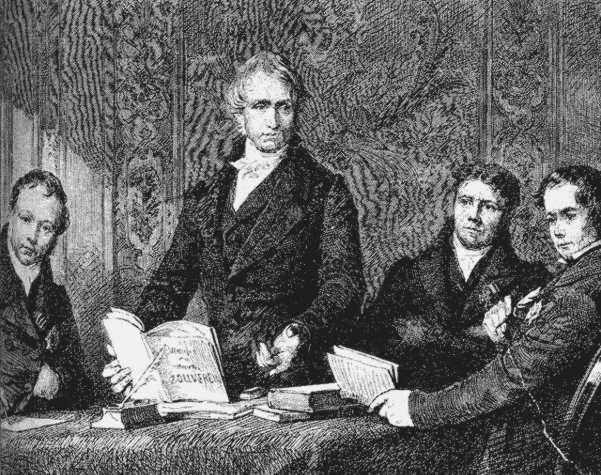
德意志关税同盟的倡导者，时任普鲁士财政部长的威廉·安東·馮·克萊維茨也参与了对普鲁士财政和税制的改革

摆在施泰因面前的最紧要的问题就是财政危机。普鲁士一直以来就是个穷困的国家，现在要在收入和人口几乎减半的情况下，不仅要支付高达1.2亿法郎的战争赔款，还要维持一支15万人的军队，困难非常大。为了支付战争赔款，施泰因以王室领地作保贷了7000万法郎，并从商人和银行家那里用承兑票券借来了剩下的5000万法郎。在税收方面，当时并没有一个中央税务系统，下面的几个省都是独立收税，但施泰因诱使东西普鲁士以及立陶宛接受了收入税，并在西里西亚、波美拉尼亚和勃蘭登堡建立了财产税制度。不久（1809年11月）出台了一项更重要的举措，施泰因卖掉了一直以来作为国家收入来源的王室领地。但眼下的情况光有财政改革是不够的。这台管理机器须由上至下彻底改造，国家的经济基础须彻底改革，社会体系本身也须彻底重建。普鲁士现在维持的仍是一个封建的社会和经济结构，有着大批的农奴。森严的阶级体系把人们分成了不同的阶级并控制了土地的所有权，农业发展也受到制约。没钱耕种的地主不能卖掉自己的土地，有钱的资本家也不能买。
1819年，消费税（最初仅由城镇征收）被取消，取而代之的是对啤酒、葡萄酒、杜松子酒和烟草的消费征税。在工业领域，一些税种被逐步扩展的专业税所取代。其他创新包括所得税和基于纳税人进行的税收评估的财富税。 1820 年出现了反对对阶级征税的抗议活动，该税由纳税人在社会中的地位决定。这种阶级税是介于人头税和所得税之间的一种中间形式。城镇有可能保留对牛和谷类作物的税收。财政政策的结果仍然存在争议。贵族并没有像改革者最初计划的那样受到税收的影响，以至于他们没有设法对贵族也征收“富人”税。由于这些措施，最贫穷的人受害最深。 
直到拿破仑战争结束和维也纳会议欧洲领土重组后，普鲁士的关税才得到改革。在维也纳会议上，普鲁士重新获得了西部领土，这导致了这些地区的工业化部分（例如莱茵省、威斯特伐利亚省和萨克森地区）与易北河以东的主要农业地区之间的经济竞争，同时两地的海关政策也非常不同。 因此在1817年，普鲁士对从历史悠久的西部领土运往普鲁士腹地的3,000种商品征收了57项关税，腹地的税收尚未扩散到以前法国控制的西部省份。
这是使海关改革变得至关重要的因素之一。该改革发生于1818年5月26日，在实行自由交换的大地主的利益与要求保护主义关税的仍然疲软的工业经济的利益之间达成妥协。因此，他们只承担了现在所谓的税收，以保护内部市场免受外国竞争，并且取消了运输关税。腓特烈二世制定的重商政策就此宣告结束。出口禁令被解除。改革者制定的海关法和关税随着时间的推移被证明是如此简单和有效，以至于它们在大约50年的时间里成为德国其他州的税收模式，其基本原则在德意志帝国仍然有效。普鲁士海关政策是1830年代德国关税同盟创建的重要因素之一。

### 土地改革

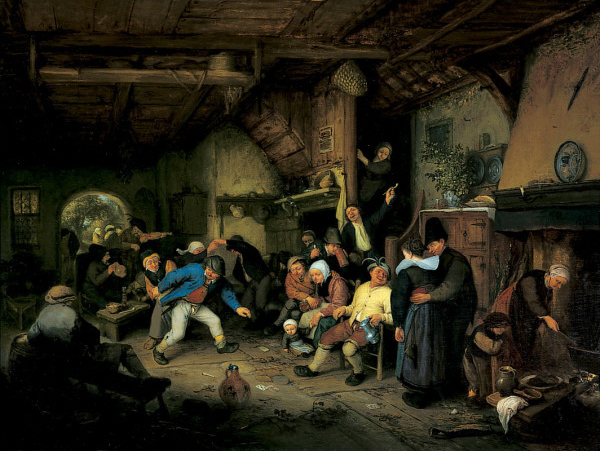
阿德里安·范奥斯塔德《酒館中跳舞的農民》

1807年10月9日的《解放赦令》就是为了解决这些问题而颁布的。所有的个人劳役，亦即作为农奴的身份，都被废止。“自1810年圣马丁节开始，”赦令称，“所有人都是自由人”而土地从此也是“自由”的。普鲁士开始实行完全自由的土地交易。在这之前，土地都被阶级体系牢牢束缚着，唯有贵族能拥有贵族土地，唯有市民能拥有民用土地，而唯有农民能拥有耕地。而在赦令颁布之后，这一区别就不存在了。人与人之间，以及职业和职业之间的阶级之分也随之消散。从此贵族也可以参与交易，农民和市民也可以选择对方的职业。普鲁士不仅没有把劳动力锁在当地上，还赋予劳动力以流动性。城镇和乡村之间的人为间隔也被拆除。土地不再必须代代相传，废除了土地分割的所有限制，但同时又采取了谨慎而巧妙的预防措施避免农民的土地被占有。
这项工作始于施泰因，但却由哈登贝格完成。施泰因使农民获得自由，但他们仍然要向地主缴纳固定的税金和免役税。而通过1811年《农耕法》，哈登贝格废除了一地二主的制度，使得农民成为财产所有人，而不再只是土地的公簿保有人。农民可以将他所有土地的三分之一归还给地主以免除所有费用，而对剩下三分之二的土地拥有完全的所有权。
施泰因从杜尔哥和亚当·斯密那里学来的“自由”不仅用在了土地上，还废除了贸易工会和各种垄断公司的专属特权。同样，他还全力整改了政府和管理体系中的诸多恶习。

#### 農業革命
当时整个欧洲都在进行农业改革，尽管方式不同，阶段也不同。现有农业方法的实用性受到质疑，因此废除了旧制度和神圣罗马帝国的农业结构。农民获得自由，成为地主；劳役和徭役被废除。私有土地所有权也导致公共土地的崩溃——也就是说，导致森林和草地的“公共”使用。这些公有土地大多分给领主，以换取农民获得的土地。在1806年之前，普鲁士的某些地区已经进行了一些牧场改革，例如18世纪在皇家土地上解放农民，尽管这种解放直到1807年才完全生效。
地主贵族成功地反对了类似的变化。即使是对1806年之前的改革，政府也不得不面对贵族的抵制，这种抵制变得相当大。与一般州法中提议的相比，1810年的《主仆条例》（Gesindeordnung）对于奴仆的解放来说无疑是显着的进步，但仍然保持保守和对贵族有利。贵族对此的反对也导致一些特权免于废除。警察和法院的权利受到国家更强有力的控制，但并没有像宗教和学术赞助、狩猎权和财政特权那样被完全废除。与巴伐利亚王国的改革不同，贵族们无需证明自己的地位。改革者做出妥协，但贵族无法阻止改革中心点带来的重大变化。

#### 1807年法令

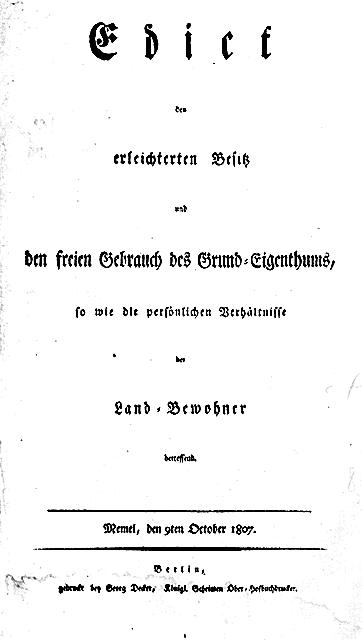
1807年法令，德國稱為十月法令（Oktoberedikt）

农民的解放标志着普鲁士改革的开始。王国的现代化始于基础设施的现代化，即农民和农业。19世纪初，80%的德国人口居住在农村。1807年10月9日的法令（又称十月法令）是改革中心之一，它解放了农民，并在施泰因根据冯·舍恩的建议被任命后仅五天就签署了。十月法令开始了废除农奴制及其世袭特征的进程。第一批获得自由的农民是那些在帝国骑士的土地上工作的农民，最迟在1810年11月11日，所有普鲁士农奴都被宣布自由：
|  | 1810年圣马丁节那天，我们各州的所有奴役都结束了。在1810年圣马丁节之后，除了我们各省的领土上已经存在的情况，除了自由人什么都没有 [...]。 |

然而虽然农奴制被废除了，徭役却没有——十月的诏书对徭役只字未提。十月法令授权所有普鲁士公民获得财产并选择他们的职业，包括贵族在内，他们在此之前不能从事为资产阶级保留的工作：
|  | 任何贵族都有权在不损害其财产的情况下从事资产阶级的工作；任何资产者或农民都有权在农民的情况下加入资产阶级或在资产阶级的情况下加入农民。 |

特权被剥夺的原则（dérogeance）消失了。农民被允许自由旅行并在城镇安家，不再需要用家政服务来换取自由或支付自由费用。农民结婚不再需要征得领主的许可——这种婚姻自由导致了农村出生率和人口的上升。然而，农民的解放也对他们不利——领主领地被放开，大地主被允许购买农民的农场（后一种做法以前是非法的）。领主们不再有义务为他们以前的农奴提供住房，这些农奴变得残废或年龄太大而无法工作。这一切都导致了由反对资产阶级的资产阶级和贵族企业家组成的经济阶层的形成。
维新派解放农民后，又面临废徭役、设立财产等其他问题。根据一般国家法律，这些问题只能通过补偿金融家来解决。合法实施“自上而下的革命”的需要减缓了改革。 

#### 1811年法令
1811年的管理法令使所有农民成为他们耕种的农场的所有者，从而解决了这个问题。农民没有买回这些土地（这在经济上是不可能的），而是被迫交出三分之一到一半的耕地以补偿他们的前任领主。为了避免分割土地和留下太小而无法耕种的区域，1816年，这些土地的回购仅限于主要土地所有者。较小的仍然被排除在之外。与农奴制相关的其他职责，例如提供家政服务和结婚授权税，被无偿废除。至于徭役和实物服务，农民必须以其价值的25%从他们的领主那里买回。
与莱茵邦聯各州实施的改革相比，普鲁士的实际补偿无疑有利。实际上他们加快了改革进程。尽管如此，普鲁士的12,000个贵族庄园的面积增加到约150万摩根（约38,000公顷），其中大部分是公用土地，其中只有14%归还给农民，其余则归农民所有领主。许多小农因此失去了生存手段，只能将负债的土地卖给地主，成为农业工人。一些休耕地的土地可以耕种，但由于土壤质量差，他们的耕作仍然存在问题。然而，改革者采取的措施确实取得了一些财务上的成功，1848年普鲁士的耕地面积从7.3公顷增加到1246万公顷，产量提高了40%

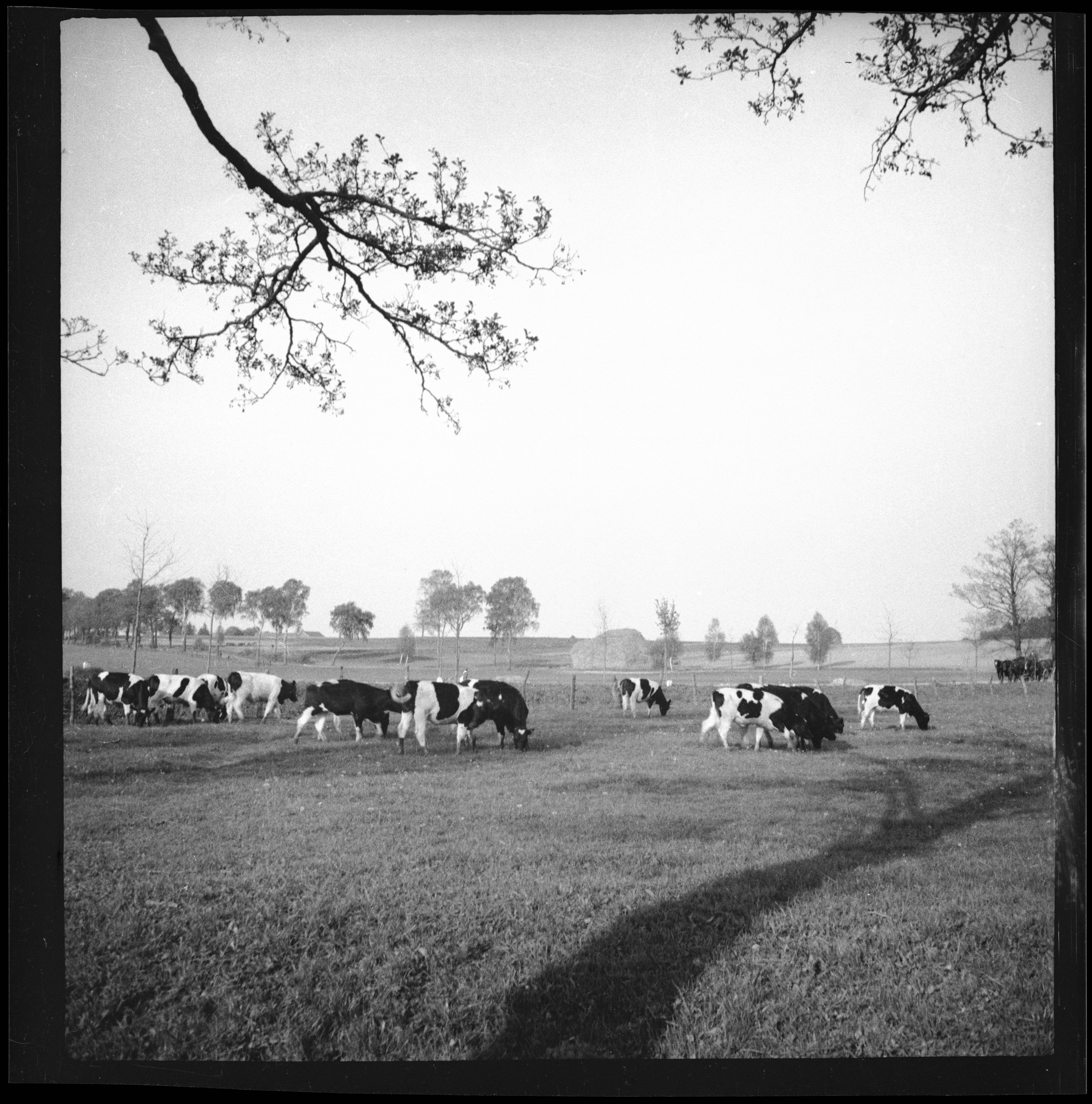
東普魯士地區典型的牧場

在易北河以东地区，农业改革产生了重大的社会影响。由于贵族庄园的增长，直到19世纪下半叶，贵族家庭的数量大大增加。已开发土地的数量保持不变。还创建了一个非常重要的下层社会阶层。根据地区和有效权利，农业日工和仆人的数量增长了2.5倍。小土地所有者的数量增加了三倍甚至四倍，以他们的家园（称为Kotten）命名为Kätner。他们中的许多人依赖于另一份工作。公法教授恩斯特·鲁道夫·胡贝（Ernst Rudolf Huber）认为农业改革是：
|  | 德国宪法史上的悲剧讽刺之一。它表明了资产阶级自由主义的内部矛盾，这种自由主义创造了个人自由及其财产，同时——由于它自己的财产自由法——释放了一些人手中的权力积累。 |

農民的生活继续集中在村里，他們是一個法人團體的成員，並幫助管理社區資源和監督社區生活。在東方，他們是被永久束縛在一塊土地上的農奴。在德國大部分地區，農業由佃農負責，他們向通常是貴族的地主支付租金和義務服務。農民領導監督田地、溝渠和放牧權，維護公共秩序和道德，並支持一個處理輕微罪行的村法院。在家庭內部，族長做出了所有決定，並試圖為他的孩子安排有利的婚姻。大部分村莊的公共生活以教堂禮拜和聖日為中心。在普魯士，農民抽籤選擇軍隊需要的應徵入伍者。貴族為他們控制的村莊處理外部關係和政治，通常不參與日常活動或決策。
農奴制的終結提高了農民的個人法律地位。成立了一家銀行，以便地主可以藉政府資金向農民購買土地（直到1850年，農民才被允許用它藉錢購買土地）。結果是大地主獲得了更大的地產，許多農民成為無地佃戶，或遷往城市或美國。其他德國國家在1815年後效仿普魯士。與法國大革命中以土地改革為特徵的暴力形成鮮明對比的是，德國和平處理了它。在石勒蘇益格、受啟蒙影響的農民發揮了積極作用；在其他地方，他們基本上是被動的。事實上，對於大多數農民來說，習俗和傳統基本上沒有改變，包括尊重貴族的舊習慣，他們的法律權威對村民來說仍然相當強大。儘管農民不再像農奴那樣被束縛在同一塊土地上，但東普魯士古老的家長式關係一直持續到20世紀。
1800-1870年間德國西北部的土地改革是由進步的政府和地方精英推動的。他們廢除了封建義務，將集體所有的公地分成私有地塊，從而創造了一個更有效率的以市場為導向的農村經濟，提高了生產力和人口增長，加強了傳統的社會秩序，因為富裕的農民獲得了以前的大部分公地，而農村無產階級沒有土地；許多人前往城市或美國。同時，公有土地的分割起到了維護貴族和農民之間社會和平的緩衝作用。在東部農奴得到了解放，但容克階級維持了其龐大的莊園並壟斷了政治權力。

### 市政改革

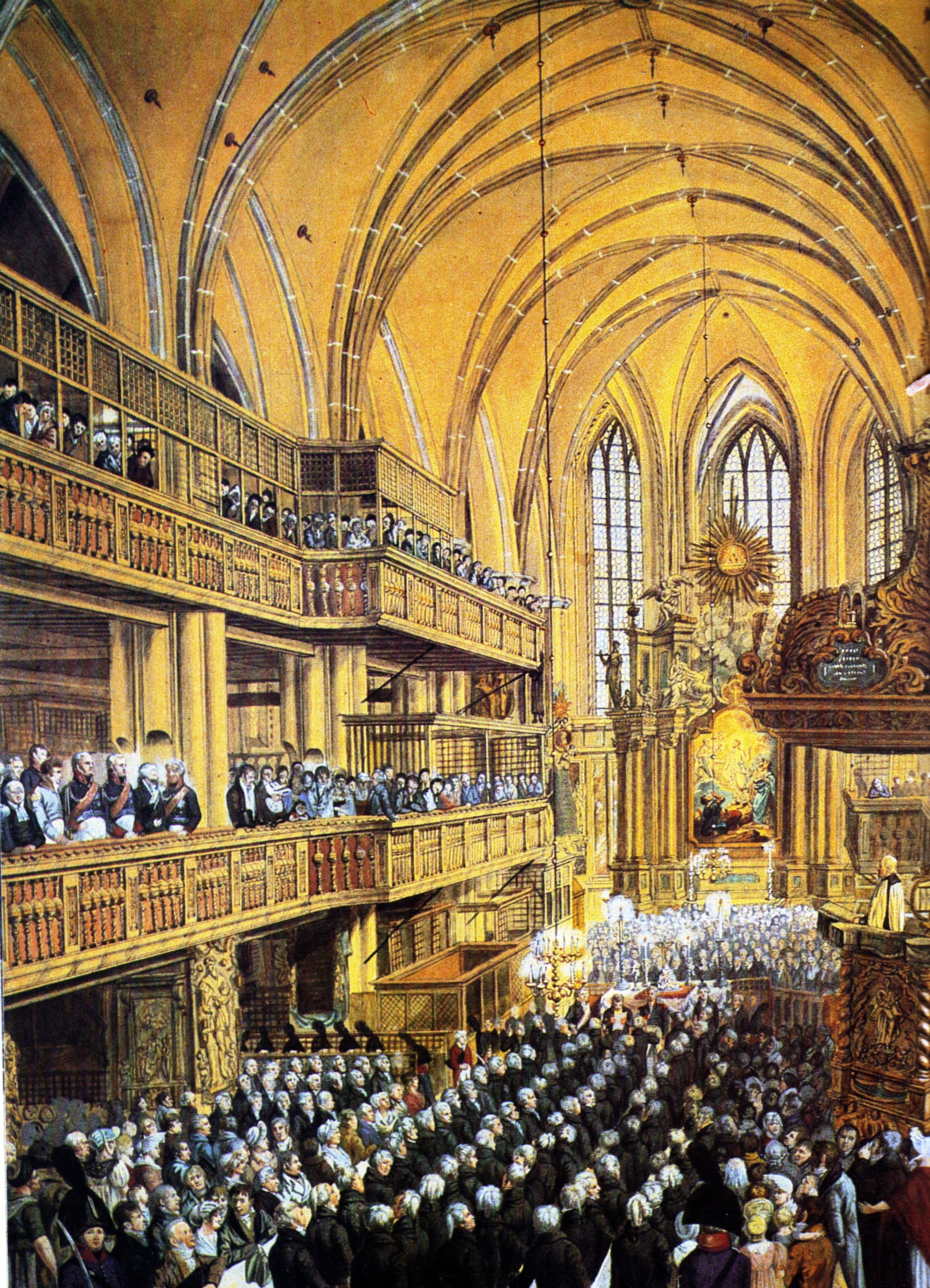
1808年普鲁士第一次市政委员议会在柏林圣尼古拉斯教堂召开，弗里德里希·奥古斯特·卡劳（Friedrich August Calau）绘制

通过1808年的《市政法令》，施泰因开始大刀阔斧改革地方政府。城镇再也不受封建地主和中央政府的控制，而是由市民委员会进行管理。这一改革尤为重要。“耶拿一役，”达尔曼写道，“不过是内部各阶层人民矛盾的显露……与只会建城堡的亨利王相比，施泰因男爵为普鲁士的救赎打下了基础，他更是德意志城市的建造者。”
然而市政改革却遭到了前所未有的困难普鲁士的东西部省份存在着巨大差异。西部改革进行得相对顺利，因为该地区只有5500个村子和1000个乡镇联合体，没有太多余留的封建痕迹。在莱茵兰和威斯特伐利亚，《拿破仑法典》早已取消了贵族的特权。这些地区追随法国模式，由国家任命村长和镇长，基层体制很快与国家官僚体制接轨。而东部省份则不同，这里乡村密布，除了25,000个村鎮，还有15,000个小田庄，传统势力强大，地主掌握着司法和警察大权，且有任命村长的权力。但农村土地的自由买卖也导致了产权的变化，地方权利逐渐转移到了新地主的手中，他们大多是以往的土地承租人和城市资产者。不过这批新贵同样要求地方领导权，像传统贵族一样，他们将权利视为世袭特权，也视为本阶层的荣誉和象征，因此不肯轻易交出权力。
县一级改革也是阻力重重。1812年7月30日颁布的《宪兵条例》试图推行新的县等级代表制度，选举市民和农民代表进入县议会。但是封建贵族牢牢把持议会代表的位置，农民代表虽然被选入议会，却被阻止进入会场，这在东部农村尤其突出。关于县长选举，哈登貝格原想以国家任命的办法把地方行政纳入国家官僚体制，但最后的结果却是县议会获得了建议权：他们有权从本地地主中举荐3名候选人，而国王只能从中任命一个。这是一个妥协的方案，县长具有双重身份，他既是国家官员，同样也是地方封建等级势力的代理人。西部县长的选举则要乐观得多。县长不是本县地主，地方等级也没有建议权。县长代表国家掌握了基层的行政权。

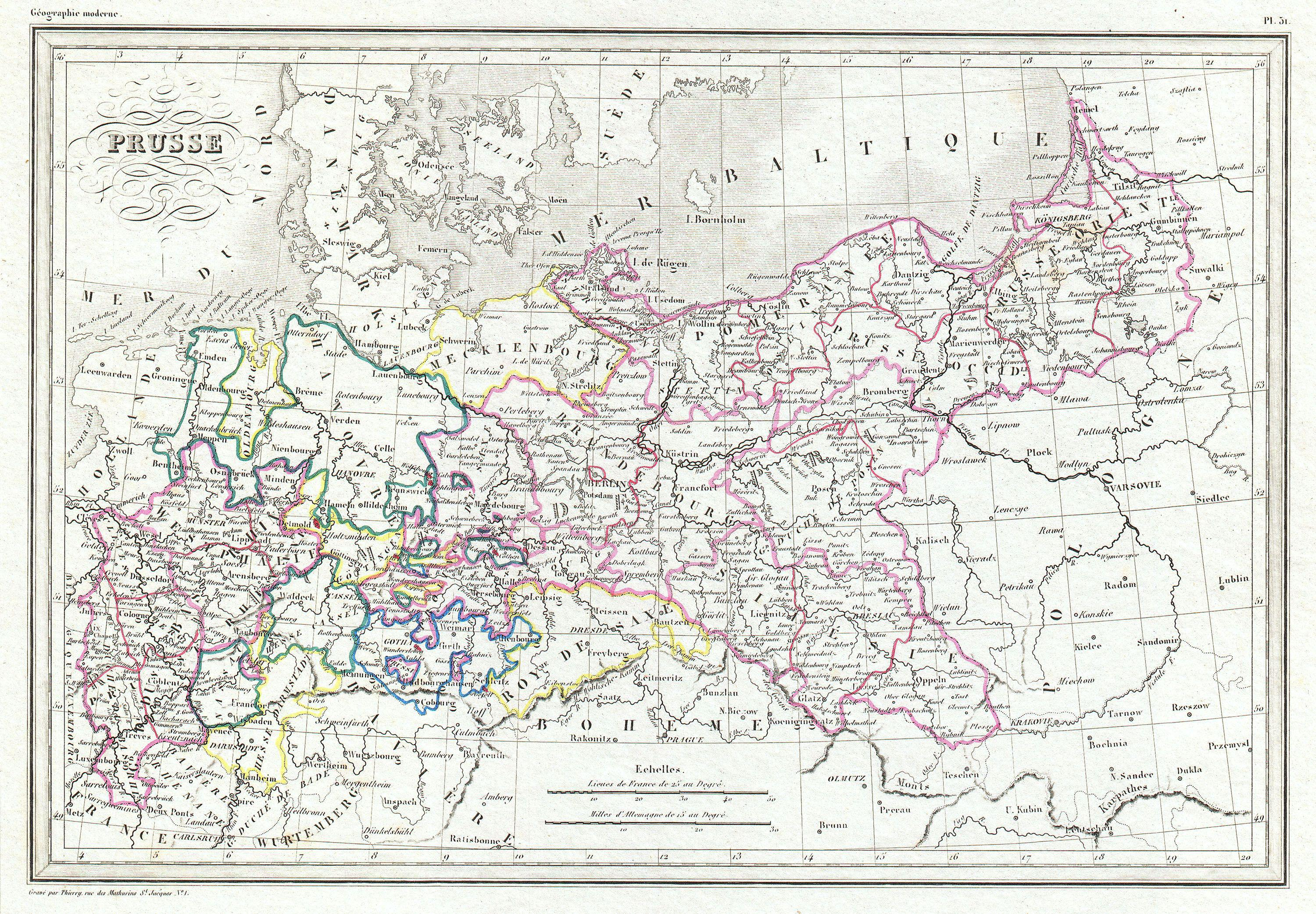
普鲁士的东西部分地理上跨度极大，文化上也有显著差异

斯泰因的计划是要彻底改造乡村的社会和政治秩序，在村民参政的基础上引入现代自治的原则，它要求基于契约而不是依附，基于合作而不是控制，要求民众具备相应的主体意识、责任意识、程序意识和规则意识，但遇到了容克地主的顽强抵抗。与现代自治原则相反，地主是以家长制下地方警察和法官、农民家庭宗教生活监督者的身份来理解自治，理解新时期县长角色的。具有讽刺意味的是，普鲁士的乡村自治还是建立起来了，但它在很大程度上维持的还是传统地方自治的原则，而牺牲了健康的改革政策。现代意义上的乡村自治失败了，至少在影响重大的广大东部地区是如此。
自治方案遭遇挫折，原因来自两方面。一是新地方等级代表制度的推行遭到了旧等级势力的顽固抵抗。随着传统力量在拿破仑战争结束和德意志解放战争胜利后的恢复，欧洲普遍进入“复辟与反动”时期，普鲁士改革的动力随之消散。二是新等级代表对参与乡县事务准备不足。首先是物质准备即时间和财力的准备，为了参与地方管理，这些牺牲是必然的；其次是思想和知识准备，新代表对参加行政工作的意义和内容了解不够。中央政府虽然做了大量推介工作，但更多的还是简单甚至粗暴的行政命令。可以理解，一向不习惯于自我管理的公民，在初次行使自由时，往往表现笨拙。市民社会的建立是一项综合工程，在一个经济落后且传统等级制度根深蒂固的国家难以一蹴而就。普鲁士农业改革的进程由于1811年9月14日《农民和地主关系调整饬令》和1816年5月29日《补充条款》的颁发而放慢了脚步，苛刻的解放条件使受益的农民只占农村人口的少数。市民社会需要以经济基础的变革为依托，需要公民政治教育的成果，而这些都需要等待时间的推移才能获得。普鲁士的村县制度始终没有一个统一的自治方案。随着1850年3月2日农业《调整法令》的颁布，19世纪六七十年代，农民对封建义务的赎买基本结束，1872年普鲁士政府颁布新的《村县条例》，地主的残余特权被取消，传统势力才最后从地方政治的舞台上淡出。

### 管理体系改革
如果此时施泰因的工作没被打断的话，他无疑会把这套理论推广到农村公社中去，并最终通过建立一个正式的议会制度来完成这一管理体制改革。他做了大量的工作，以在中央管理体系中建立秩序。腓特烈大帝建立的那一套完全依赖于君主个人意志和精神的体系，如我们所见，已经彻底停转了。现在，国务会议将取代这一机器。国务会议由各部门首脑组成，相互合作，并由国王领导，直接对国王负责。国务会议五个职能部门的划分和组织也经过了精心的设计。尽管施泰因的改革影响深远，但到1808年11月被拿破仑叫停的时候，改革只进行到一半。拿破仑决定性的介入，从某种角度来说，正是施泰因工作价值的最好证明。他还有很多事情要做，但那却是在另一个领域了。随后三年的时间里，他完全陷入沉寂。当他重新出山时，已是沙皇亚历山大一世的非正式顾问。我们将会看到，在他担任沙皇顾问期间，他对德意志的贡献比起他担任普鲁士首相时毫不逊色。

#### 代表會議

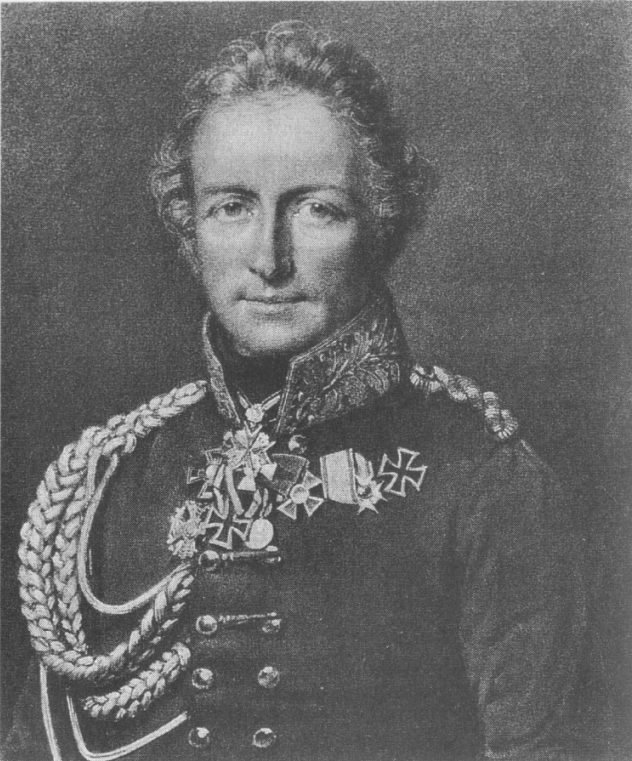
弗里德里希·奥古斯特·冯·德·马维茨是貴族階級的反對派之一

与国家内阁并行，斯坦因计划建立国家参议院或枢密院。 然而，到1808年，他还没有机会建立一个正常运作的机构，而在1810年哈登伯格将其建立。相关法律的文本规定：
|  | 我们任命了一个国务委员会，并通过法令在上议院的一边和我们内阁的另一边下达了我们的命令和决定。 |

国务委员会的成员必须是现任大臣或前任大臣、高级公务员、王室亲王或国王提名的人物。还成立了一个委员会，作为一种议会，拥有主要的立法权。作为官僚机构的堡垒，国务委员会必须防止任何回归专制主义或任何加强旧制度利益的举动。国务委员会还必须代位所有法律、行政和宪法程序。 
与镇自治政府一样，哈登贝格预见到建立一个由社团和代表组成的全国代表机构。第一次著名人物集会于1811年举行，第二次集会于1812年举行。这些集会由18名贵族地主、12名城市财产所有者和9名农民代表组成。这种法人组成部分基于传统的社会概念，部分基于实际和财政方面的考虑——为了能够向法国支付战争赔款，普鲁士国家不得不大量求助于政府签发的信贷合同贵族和为了在外国获得信贷，不同的国家必须提供自己作为担保人。
临时议会召集后，很快就清楚地表明，他们的代表的首要任务不是国家利益，而是更多地捍卫自己阶级的利益。贵族们认为改革试图减少他们的特权，因此阻止他们参加由弗里德里希·奥古斯特·冯·德·马维茨和弗里德里希·路德维希·卡尔·芬克·冯·芬肯斯坦等人物领导的议会。他们的抵抗如此之大，以至于内阁将他们关押在施潘道。 历史学家莱因哈特·科塞莱克认为，建立一个法人化的国家代表机构阻碍了后来的所有改革。在改革期结束时，地区和省级代表机构（如 Provinziallandtage）仍然以合作原则为基础。普鲁士无法组建真正具有代表性的国家机构，这对普鲁士和德意志邦联的内部发展造成了相当大的影响。因此，虽然位于德国南部的莱茵邦联各州成为立宪州，但普鲁士直到1848年仍没有议会。

#### 官僚體制
斯坦因时代的开始见证了普鲁士国家的统一，旧的内阁制度被废除了。 1808年12月16日成立了一个国家部門（Staatsministerium），以取代被定义为总管理部的高层管理机构。这项改革于1810年完成。现在的行政管理是根据职责的原则进行的。国家内阁包括五个主要部委——内政部长、外交部长、财政部长、司法部长和战争部长，都只对国王负责。 然而在创建更有效的中央集权领导模式之前，这些修改无法完全生效。这是通过用国王和官僚的双重统治取代普鲁士的专制主义来实现的，其中大臣们扮演着重要的角色，减少了国王的影响力，这意味着他现在只能通过大臣们的行动来统治。在斯坦因时代，国家内阁是在没有总理的情况下以学院的方式组织的——这个职位是在哈登伯格的领导下设立的，哈登伯格于1810年6月获得了国家总理或邦总理的头衔，同时控制着部长与政府的关系。
国家元首的角色也发生了很大变化。从1808年开始，普鲁士被划分为多个地区。这些地区的不同政府是根据职务的原则设立的，就像国家的国务部长一样。 每个地区首次被授予一名高級長官（Oberpräsident），直接隶属于国家部长，具有推动公共事务的作用。他们的作用，甚至可以在流行病发生时拉起卫生警戒线，类似于法国省长的作用——即向中央政府代表地区利益。该职位于1810年废除，但在1815年恢复，在政治生活中发挥重要作用。正是在这种背景下，司法和行政一劳永逸地分开了。 对行政行为成立，当事人具有申诉权。然而，对行政管理没有司法控制。为了减少对行政的影响，不同的行政行为加强了这一点。改革者建立的组织为德国其他州树立了榜样。

### 社會改革

#### 產業改革

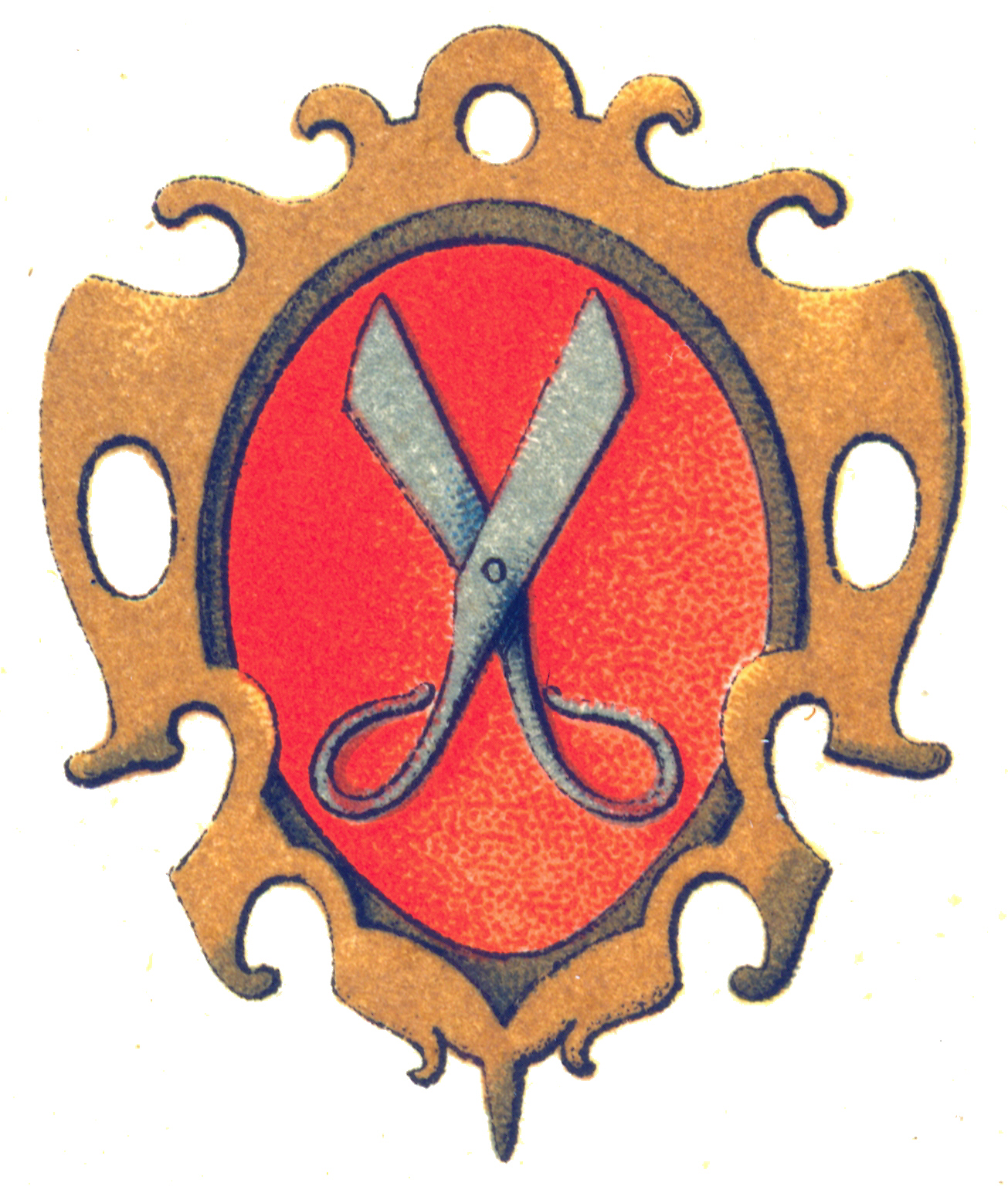
如同圖示的產業行會在普魯士產业自由（Gewerbefreiheit）的政策下逐漸失去了影響力

改革者热衷于亚当·斯密的理论，渴望解放工业领域的个人力量，就像在农业领域一样。为了释放这些力量，他们必须摆脱行会和基于重商主义的经济政策。鼓励自由竞争也意味着取消对竞争的一切限制。
正是在这种背景下，1810-1811年引入了產业自由（Gewerbefreiheit）政策。要建立一个行业，必须获得执照，但即便如此也有例外，例如医生、药剂师和酒店经营者。行会失去了垄断地位和经济特权。它们并没有被废除，但它们的成员资格现在是自愿的，而不是像过去那样是强制性的。国家对经济的控制也消失了，取而代之的是自由选择职业和自由竞争。产业改革解锁经济新动力。城乡之间的工业领域不再有任何法律上的区别。直到1860年代，只有采矿业例外。
最初计划鼓励农村产业，产业自由成为普鲁士在工业基础上实现经济复兴的核心条件。正如贵族所发生的那样，城镇居民起来反对改革，但没有成功。他们的直接结果是矛盾的——早期，非行会的竞争很弱，但经过一段时间的适应后，非行会的工匠数量大幅上升。然而在农村，工匠和其他行业的负担大大增加。工匠人数的增加并没有伴随着其他人口的类似增长。能工巧匠的数量也有所增加，但由于竞争激烈，能工巧匠的数量仍然很少。在前三月期间，裁缝、鞋匠、木匠和织布工是主要的超额认购行业。农村下层阶级的崛起加剧了“社会问题”，这将成为1848年革命的原因之一。

#### 解放猶太人

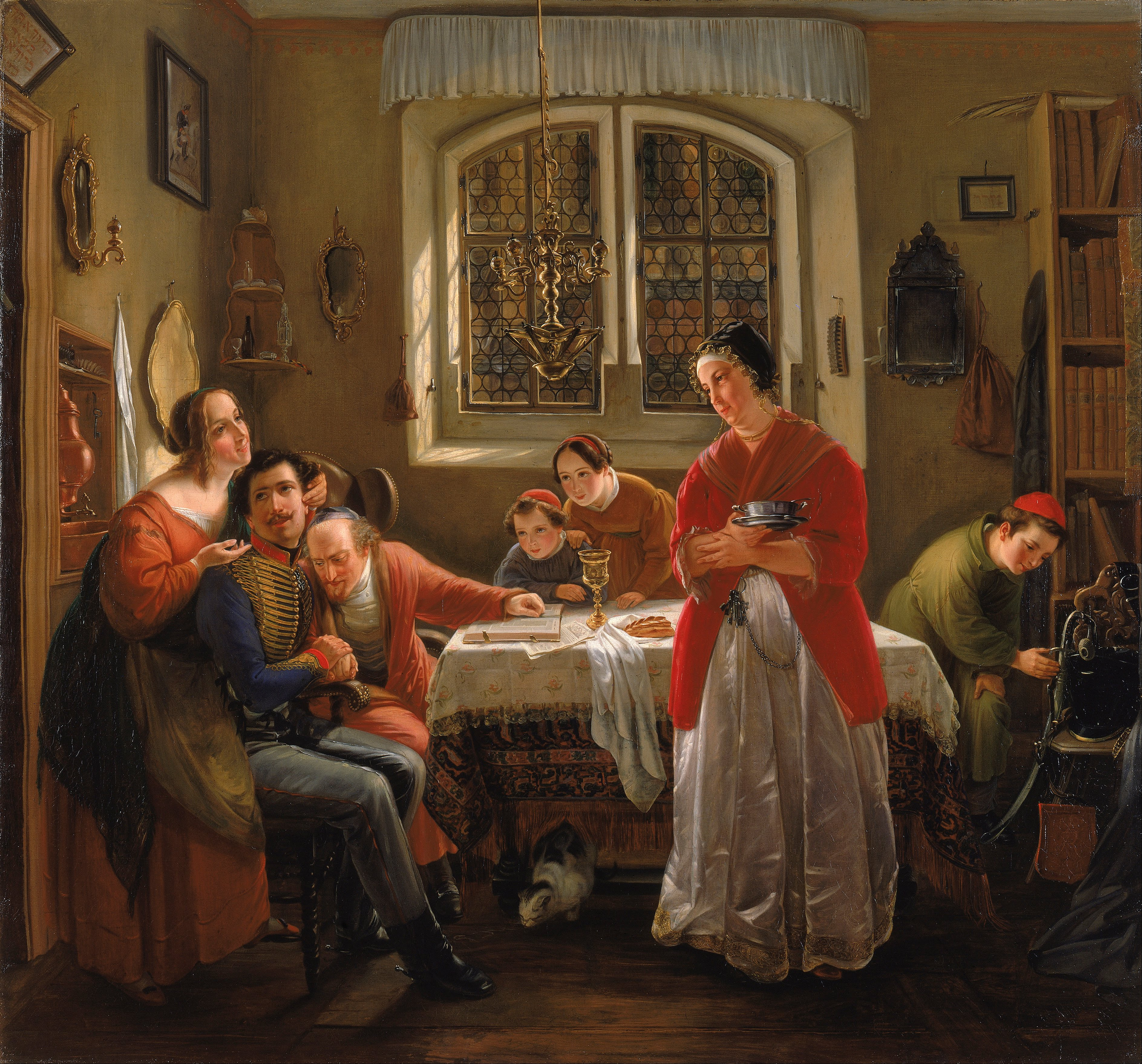
莫里茨·丹尼尔·奥本海姆的《解放战争中的志愿者回到按照旧习俗生活的人们》，此画描绘了1815年后德国犹太人的生活景象

根据1812年3月11日的解放法令，犹太人获得了与其他公民相同的权利和义务：
|  | 我，普鲁士国王腓特烈·威廉，承蒙上帝的恩典，等，已决定制定一部符合居住在我们王国的犹太信徒的公共利益的新宪法，宣布所有以前的法律和规定没有得到确认本法令被废除。 |

为了获得公民权利，所有犹太人都必须在法令颁布后的6个月内向警方申报并选择一个明确的名字。该法令是自1781年以来长期反思的结果，由克里斯蒂安·威廉·冯·多姆开始，大卫·弗里德兰德在1787年写给腓特烈·威廉二世的论文中进行了研究（弗里德兰德批准了1812年的法令）。洪堡的影响使得所谓的“犹太人问题”得以重新审视。
法令第8条允许犹太人拥有土地并担任市政和大学职位。犹太人可以自由信奉他们的宗教，他们的传统受到保护。尽管如此，与威斯特伐利亚王国的改革不同，普鲁士的解放法令确实有一些限制——犹太人不能成为军官或担任任何政府或法律职务，但仍需要服兵役。
即使一些传统主义者反对解放法令，它也证明了19世纪德国各州向犹太人解放迈出的重要一步。普鲁士的司法状况明显好于德国南部和东部的大部分地区，使其成为吸引犹太移民的目的地。

### 軍事改革

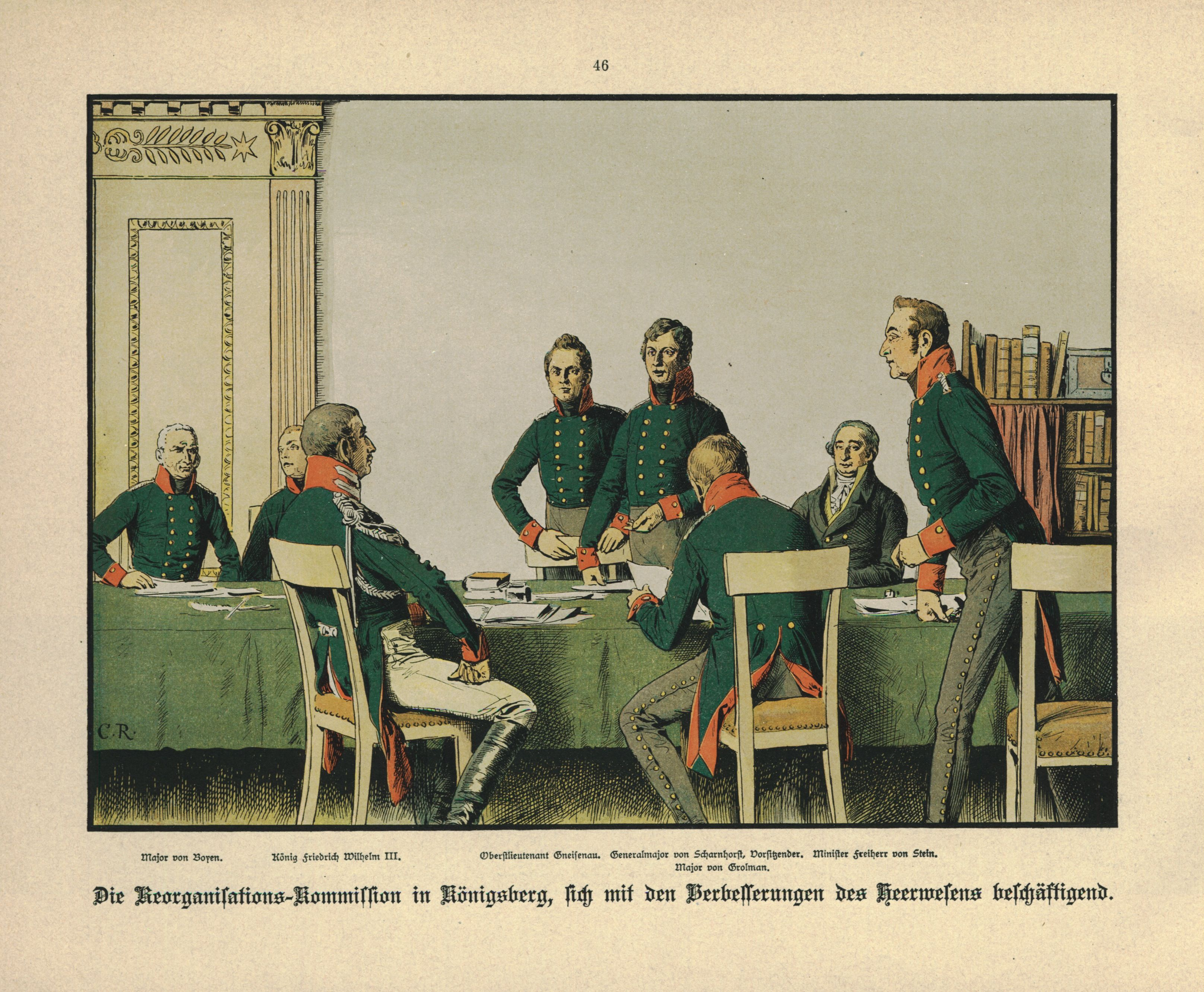
1807年，军事改革者齐聚哥尼斯堡商讨军队重组的方案，从左至右为冯·博延、腓特烈·威廉三世（左侧背对者）、格奈森瑙、沙恩霍斯特（中立二人）、施泰因（着常服者），卡爾·勒希林作

普鲁士的改革并非只局限于社会、经济和管理体系。沙恩霍斯特和格奈森瑙进行的军队重组也同样重要。经过耶拿一役，人们已经对过去建立在阶级体系之上的军队系统失去了信心。除此之外，拿破仑也逼着普鲁士的军队进行改组。1808年，他下令普鲁士军队减员至4.2万人。这正好是个改革的机会。因为常备军人数存在限制，所以每位公民都必须接受训练并学会使用武器。常备军人数严格限制在4.2万人，但民兵在穿上军装服过短暂的兵役后就会转为预备役；后备军成立，虽然直到1813年才正式组织了国土保卫战，建立了全国总动员机制。同时，正规军内部也进行了一些改革：年老、能力不足者被清退；阶级限制被废除，转而采用一套更好的晋升系统，军功至少在某种程度上成了晋升的标准；整个军队在训练、战术、枪支弹药上都有所改良。
长期以来，军队都是普鲁士教育体系的一部分。亚里士多德曾评价斯巴达，“教育系统和大多数的法律都是为战争服务的”。这一评价同样适用于普鲁士。但也不可否认，正是信念的一致性保证了德意志内部体系的完整性和一致性。一个德意志男孩学到的第一课便是他生下来就是为了保护祖国。因此，军队的组织和教育其实融为了一体。“相交相融，”M·E·萨德勒博士写道，“你如果想探究德意志军队的影响，你就要去研究德意志教育的影响，因为这两者的影响相交相融。德意志的教育给军队带来科学。德意志的军队使教育注重组织纪律。军队和教育的纪律是并行的。」

#### 兵役制度
1806年的经验表明，普鲁士军队的旧组织已不再是法国军队的对手。与法国的防守战术相比，普鲁士的战术实在是太僵硬和死板了。普鲁士的的军官将他们的士兵视为对象并严厉惩罚他们，例如最严厉的惩罚之一铁手套刑（Spießrutenlaufen），让一名士兵从两队士兵之间经过并被他们轮番殴打。相反，法国人有义务服兵役和全民皆兵体制（法語：Levée en masse），在民族主义的加持下使得法军的战斗力远超封建君主制国家的军队。
普鲁士军事改革的目的在于效法法国的体制，腓特烈威廉三世对军事改革犹豫不决，军官团和贵族抵制他们，甚至资产阶级也持怀疑态度。1813年德国战役的开始是关键因素。1813年2月9日，一项法令以州服役义务（Kantonpflichtigkeit）取代了之前的征兵制度，并且这一新制度必须持续整个战争。因此，它希望恢复普通士兵的自豪感和地位，使军队纪律适应民法。肉體懲罰，特別是殴打士兵（schlague）被废除了。社会阶级差异同时消失。提尔西特条约将普鲁士军队减少到42,000人，但沙恩霍斯特实施了轮役制度，包括轮流训练一定数量的士兵，但不得超过条约授权的人数。还训练了30,000到150,000名补充人员——训练系统改变了几次，因此很难计算出准确的数字。1814年5月27日，腓特烈·威廉三世下令强制服兵役，然后在同年9月3日通过军事法确定：
每个20岁的人都有义务保卫祖国。为了履行这一一般义务，特别是在和平时期，以科学和工业的进步不会受到干扰的方式，在考虑服务条款和服务期限的情况下，必须适用以下排除条款。

#### 國土防衛軍

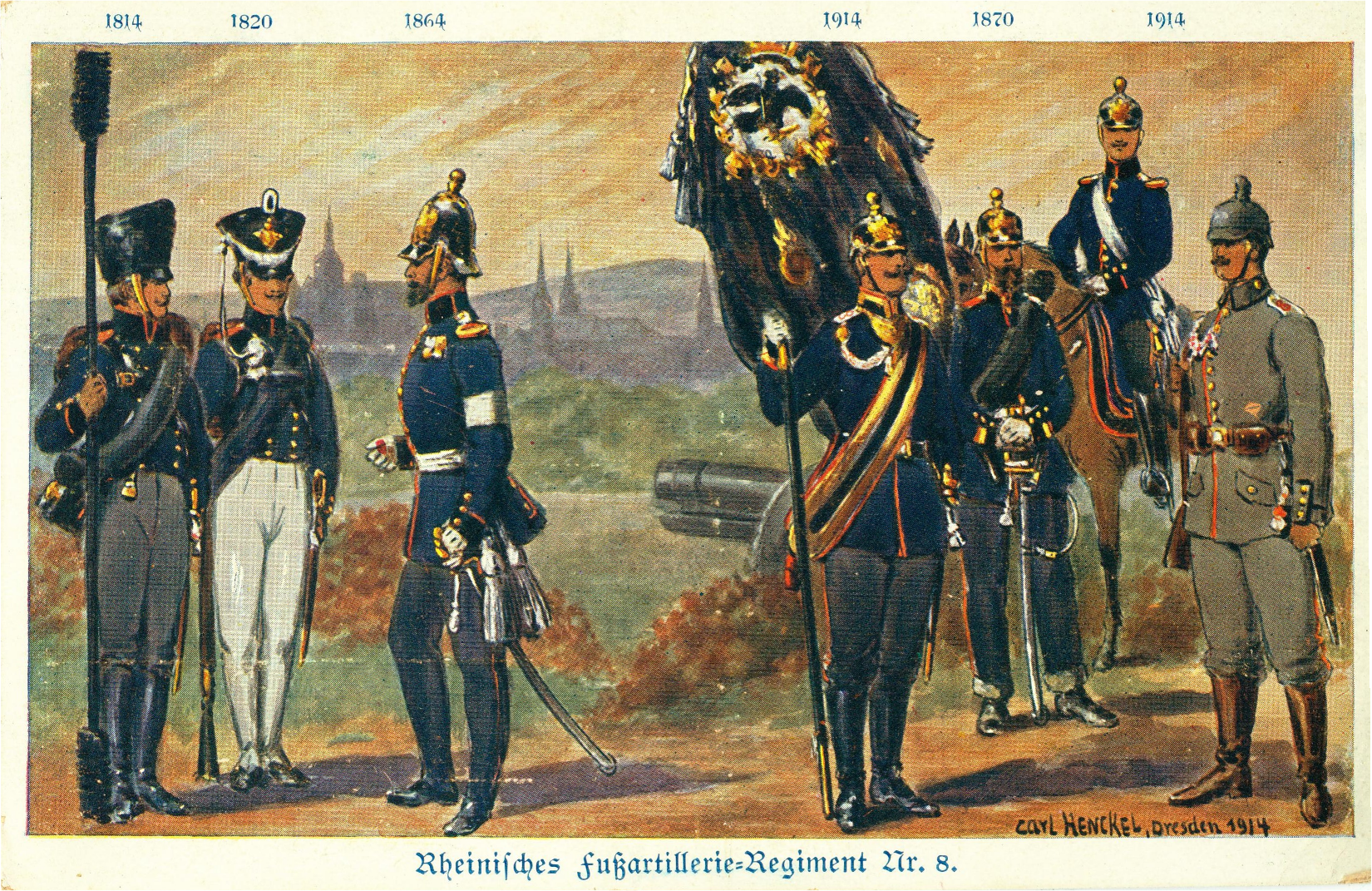
普魯士的軍事改革為其日後稱為歐陸第一強軍奠定了基礎

军官团也进行了改革，大多数军官被解雇。贵族的特权被废除，军官的职业向资产阶级开放。贵族们不喜欢这一点并提出抗议，就像路德维希·约克·冯·瓦腾堡一样。在实践中，建立了一种普遍有利于贵族的官员增选制度，即使仍然存在一些（尽管是次要的）资产阶级影响。从参加战役的猎兵团开始，成立了猎兵和乡土保护部队。从1808年6月开始，约克·冯·瓦腾堡开始接受他们的训练。在军官队伍中，现在决定晋升的是服务条款，而不是服务年限。普鲁士战争学院也提供了比以前更好的军官培训——在耶拿战败后解散，1810年由沙恩霍斯特重建。
从1813年至1814年开始，后备军開始建立，作为保卫普鲁士本土的后备部队。它在组织上是独立的，有自己的单位和官员。在軍区（Kreise），军区委员会组织了军队，资产阶级可以在其中成为军官。改革派统一人民和军队的想法似乎已经成功。志愿猎兵分遣队 (freiwillige Jägerdetachements) 也作为增援成立。

### 教育改革

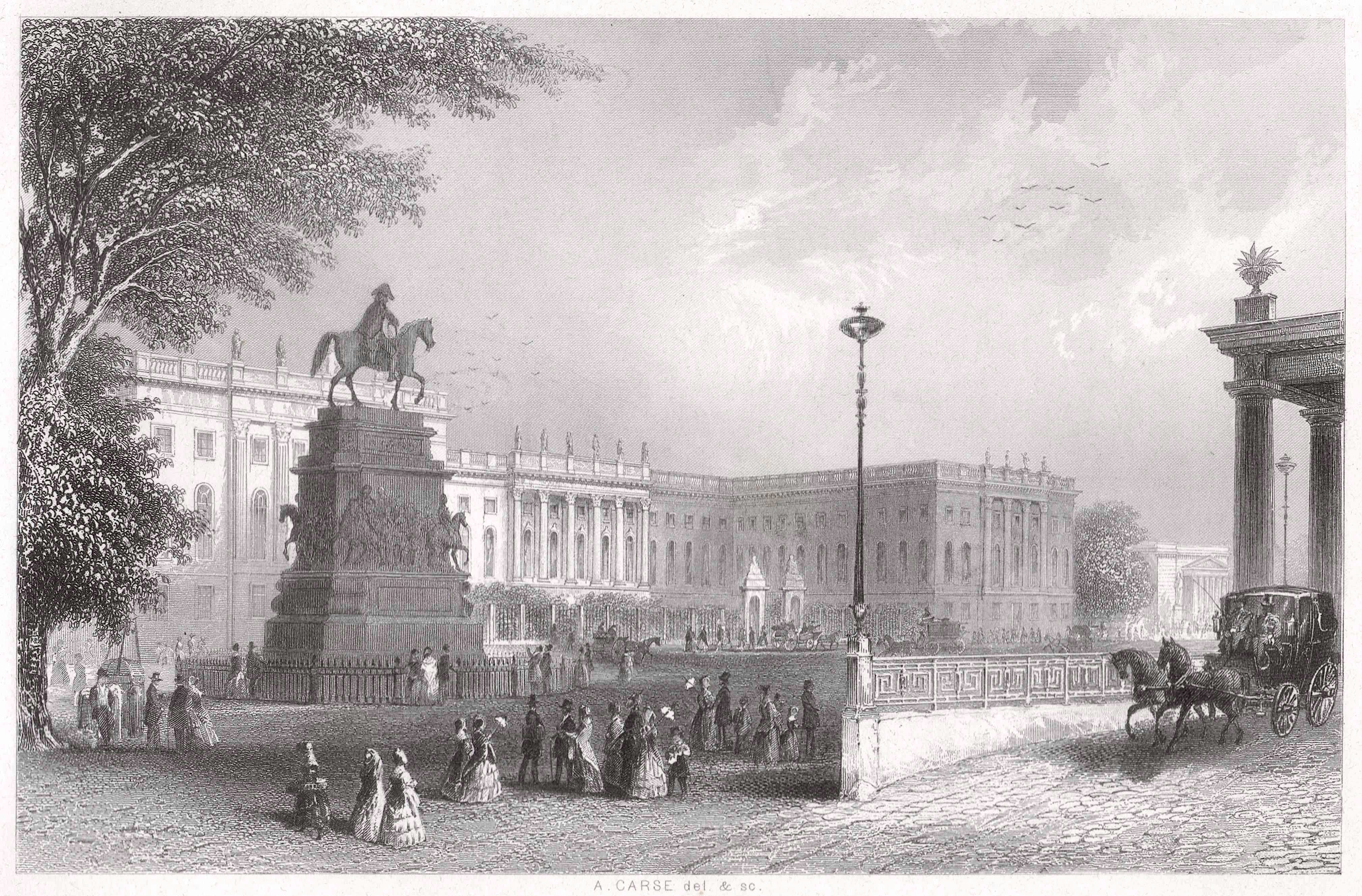
1850年的柏林大学（當時名為腓特烈·威廉大學）

#### 教育體系革命
因普鲁士很容易地便完成了从沙恩霍斯特和格奈森瑙到费希特和洪堡的过渡。后者于1809年开始执掌宗教与公共教育部门。早在1716年，普鲁士便开始在小学阶段施行义务教育，但教育方法非常不健全。费希特的《告德意志国民书》演讲则极大地鼓舞了教育改革。普鲁士派出一支非正式委员会拜访裴斯泰洛齐位于依弗东的教育机构。随后，普鲁士于哥尼斯堡开设了一所师范学校，教授裴斯泰洛齐的教学方法，由仰慕裴斯泰洛齐的C. A. 策勒尔管理这所学校。这种全新的教育方法经由哥尼斯堡推广到普鲁士各处，裴斯泰洛齐的教育方法从那时开始至今都影响着德意志的小学教育。
洪堡于1809年7月在他的專著《论在柯尼斯堡的教学中执行的改革》（Über die mit dem Königsberger Schulwesen vorzunehmende Reformen）中发展了他的想法。他建议建立一个分为人民学校（Volksschule）、文理中學（Gymnasium）和大学（Universität）的学校系统，以取代各种各样的宗教、私立、市政和企业教育机构。洪堡定义了教育各个阶段的特征。基础教学“真的只需要专注于语言、数字和度量，并与母语保持联系，因为大自然在设计上是无动于衷的”。对于第二阶段，即在学校教授的阶段，洪堡写道：“在学校接受教育的目的是锻炼[学生的]能力并获得知识，没有科学理解和能力是不可能的。最后，他说大学必须训练学生进行研究并允许他理解“科学的统一性”。从1812年开始，进入大学必须获得畢業證書（Abitur）。国家控制所有学校，但即便如此，它仍严格实施义务教育和控制考试。要进入公务员队伍，表现标准已经建立，教育和表现取代了社会出身。
对于改革者来说，普鲁士教育体系（Bildung）的改革是一项关键改革。所有其他改革都依赖于创造一种新型公民，这种公民必须能够证明自己有责任感，而改革者坚信必须对国家进行教育并使其成长。与仍然包含社团元素的国家改革不同，教育改革是在所有阶级结构之外构想的。威廉·冯·洪堡是教育改革的主要推动者。1808年起主管内政部宗教教育司。与斯坦因一样，洪堡上任时间很短，但他有效地落实了改革的主要内容。

#### 人文主義濫觴
威廉·冯·洪堡支持新的人文主义。与启蒙运动的功利主义教导不同，后者希望传播对实际生活有用的知识，洪堡希望对人进行全面的塑造。从那时起，学生们必须学习古代和古代语言才能发展自己的智力。他们不仅会获得这种人文知识，还会获得其他工作所需的其他知识。国家不会不惜一切代价培养公民来为它服务，但它并没有完全放弃这个目标：
|  | 每个[学生]没有证明自己成为优秀的工匠、商人、军人、政治家，仍然是一个人和一个好公民，诚实，根据他的等级清楚，而不考虑他自己的工作。给他必要的培训，他将很容易地获得工作的特殊能力，并始终保持自由，就像生活中经常发生的那样，从一个到另一个。 |

与个人处于教育过程中心的洪堡不同，共和派的约翰·戈特利布·费希特更倾向于国民教育以教育全体人民，从而在面对拿破仑的统治时肯定国家。
通过提高教授的薪酬并改进他们的培训，大众学校的教学质量得到了提高。新成立的体育馆为准备进入大学学习的学生提供人文主义教育。同时成立了职业学院（Realschules）来培训从事手工行业的人。一些军官学员学校被允许保留。尽管国家施加了更严格的影响和控制，宗教当局仍然保留了检查学校的作用。

#### 現代大學的創立

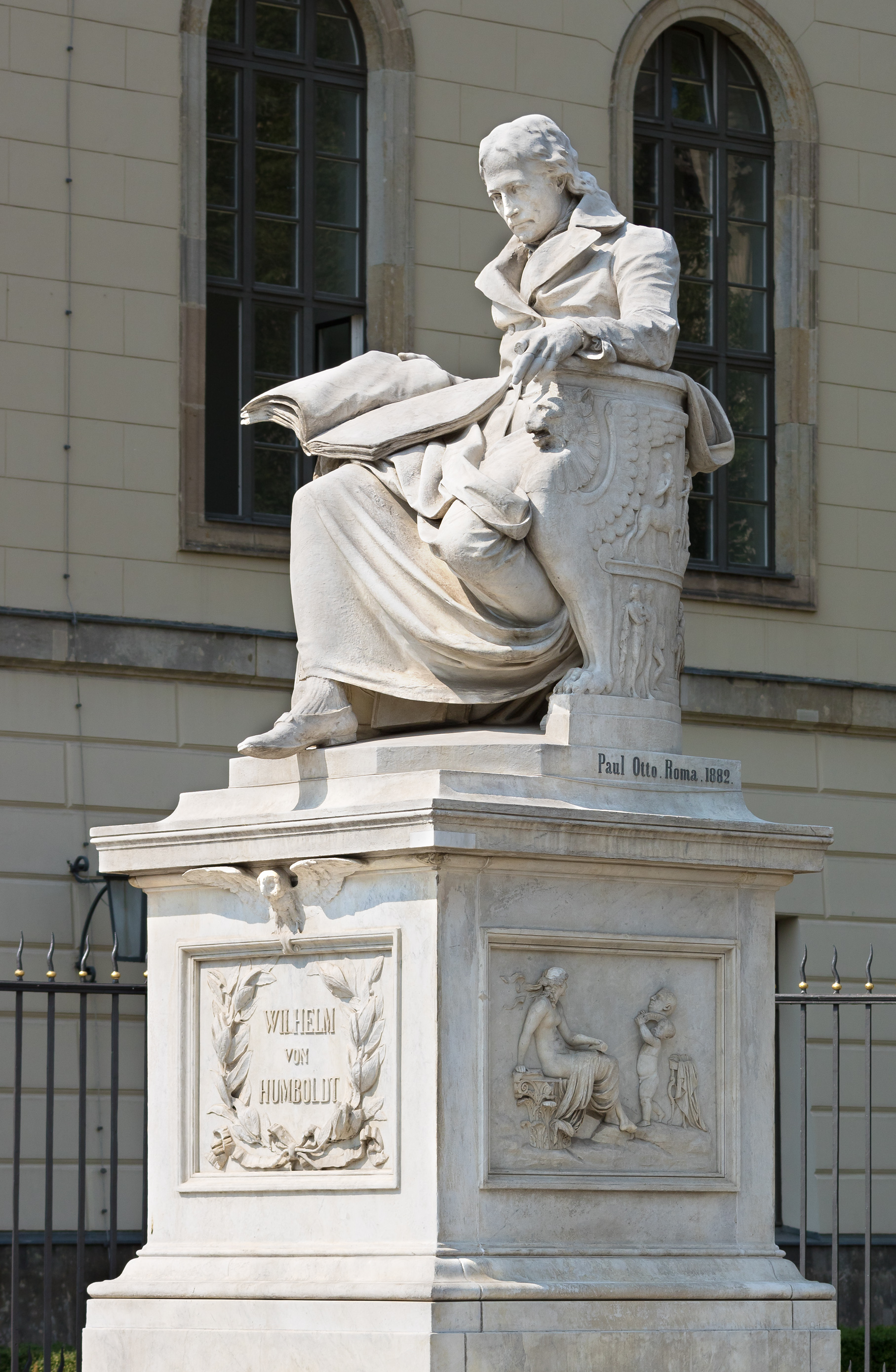
柏林大學內的洪堡雕像

在洪堡的思想中，大学代表着知识教育的至高无上的荣耀，在其中占有重要地位的是教学与研究自由理想的体现。当时的德国大学大多是平庸的。对洪堡来说，“国家不能把它的大学当作体育馆或专科学校，也不能把它的学院当作技术或科学代表。它们必须各司其职并且简单。」
但仅仅对小学进行改革并未使洪堡感到满足。普鲁士开始推行技术教育（须以健全的师范教育为基础）；文理中学则提供以古典教育为主的中等教育；高中和大学中间设立了毕业考试；最后，还设立了柏林大学。《提尔西特和约》剥夺了普鲁士顶尖的哈雷大学，而在仅存的几所大学里，哥尼斯堡大学太偏远，奥得河畔法兰克福大学条件又太差。后来在1809年决定在首都以亨利亲王的宫殿为总部设立一所新的大学，每年拨款15万塔勒用于办学。考虑到当时普鲁士的地位，这一举动可谓壮举。洪堡从德意志各处找来了杰出的教授和学者：费希特教授哲学，施莱尔马赫教授神学，萨维尼教授法学，尼布尔教授历史，伍尔夫教授考古学，胡费兰教授醫學。再没有一所现代大学能有如此雄厚的师资力量了。柏林大学设立一年后的1811年，布雷劳斯大学也进行重组，兼并了当时古老但缺乏资金的法兰克福大学。
受到新思想影响的并非只有教育机构。1808年，道德同盟在哥尼斯堡成立，该同盟的目标是“唤醒道德、宗教、严肃思想和公共精神”。很快大量的追随者应声而起，在普鲁士和西里西亚的许多城镇都设立了同盟的分支机构。因为和共济会有几分联系，他们的行事均以爱国为目标，但在实际操作上却有些模棱两可。道德同盟实际上可以看作当时人民情绪的风向标，一方面受到拿破仑的暴虐影响，而另一方面则是被施泰因、哈登贝格、沙恩霍斯特等人感染。

## 普魯士的再起

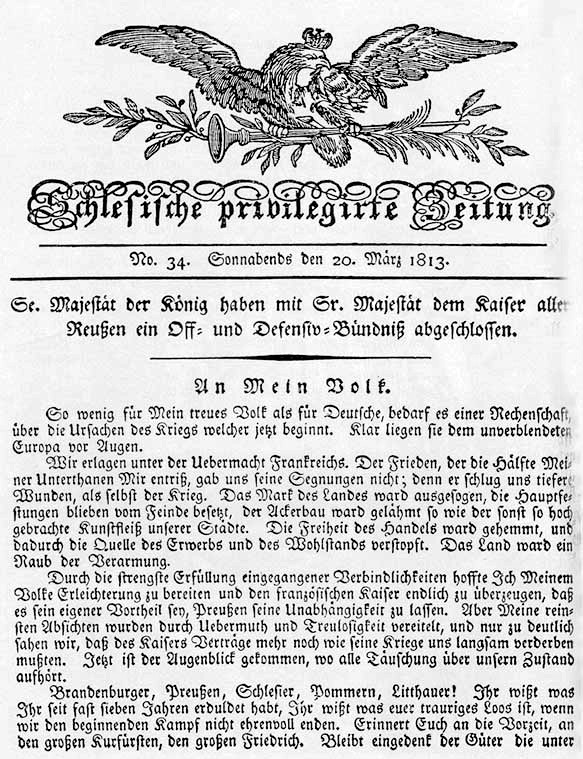
1813年3月17日腓特烈發布的《致我的人民》

從1806年起，德語國家發生了零星的起義。1806年8月26日，書商約翰·菲利普·帕姆因出版反拿破崙的小冊子而被槍殺，這引起了公眾的強烈抗議。1809年，安德烈亞斯·霍費爾在蒂羅爾發動了起義，但遭遇了與帕姆相同的命運。反拿破崙的情緒一點一點地發展起來，德國人感到他們的精神被法國占領壓得喘不過氣來，普魯士仍在向法國人支付巨額賠款。當拿破崙1812年入侵俄羅斯遭遇災難時，它在德國，尤其是普魯士點燃了一線希望。1812年12月30日，約克·馮·瓦騰堡将军簽署了陶羅根公約，根據該公約，普魯士實際上反對拿破崙並拒絕了《提爾西特條約》。 
1813年3月13日，腓特烈·威廉三世在布雷斯劳發表了他的《致我的人民》（An Mein Volk）演講，呼籲：
|  | 我的人民！...勃蘭登堡人，普魯士人，西里西亞人，波美拉尼亞人，立陶宛人！你知道你近七年來所忍受的一切，你知道如果我們不光榮地結束我們已經開始的鬥爭，你的悲慘命運將是怎樣的。記住過去，偉大的選帝侯，偉大的腓特烈大帝。記住我們的祖先在他的指揮下贏得的美好事物：良心自由、榮譽、獨立、貿易、工業和科學。牢記我們強大的俄羅斯盟友的偉大榜樣，牢記西班牙人、葡萄牙人，甚至是向強大敵人宣戰以贏得同樣美好事物並取得勝利的小民族[...]所有階級都需要犧牲，因為我們的開端是偉大的，我們的敵人的數量和資源也很大[...]但無論個人要求什麼犧牲，與我們為之奮鬥的聖物相比，它們都相形見絀，因為如果我們不想不再是普魯士人和德國人，我們為之奮鬥並且必須贏得的東西。 |

隨後的3月27日，普魯士向法國宣戰。同年10月16日至19日，第六次反法同盟在萊比錫戰役取得决定性胜利，这标志着拿破崙政權瓦解的开始。1815年10月1日，維也納會議開幕，哈登貝格代表勝利的普魯士王國出席會議。根據維也納會議的領土調整，普魯士獲得了大量領土補償，其疆域自梅梅爾河延至埃姆斯河，成為德意志邦聯內德語居民佔優勢的兩大強國，以及歐洲列強之一。在接下來的五十年中它將在與奧地利的對抗中勝出，並最终領導德意志民族走向統一。

## 史學分析

### 早期史學家

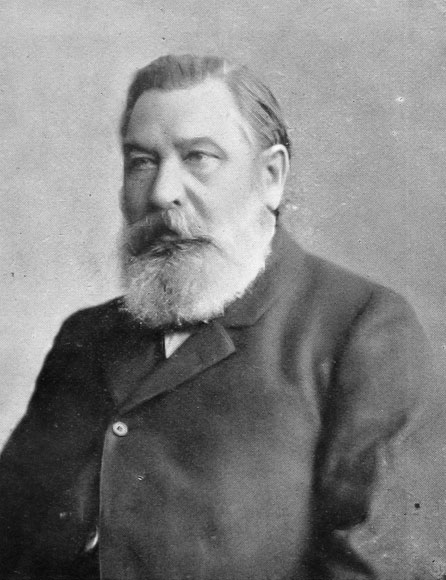
歷史學家海因里希·冯·特赖奇克长期影响着19世纪至20世纪对普鲁士改革的看法

在19世紀後期的史學中，普魯士的改革和“自上而下的革命”被海因里希·馮·特賴奇克等人認為是在“小德意志”解決方案的基礎上建立德意志帝國的第一步。對於弗里德里希·邁內克來說，改革為普魯士和德國的未來發展創造了必要的條件。長期以來，在利奧波德·馮·蘭克的影響下，改革的時代首先被呈現為一個關於“偉人”的事蹟和命運的故事，如大量關於改革者——傳記所示。例如，漢斯·戴布流克寫了關於格奈森瑙的文章，而邁內克寫了關於博延的文章。
事實上，首先引起研究人員興趣的是軍事改革。只有通過馬克斯·萊曼的傳記才能分析斯坦因的生平和行為。與斯坦因不同，傳記作者很少關注哈登伯格。儘管斯坦因和哈登伯格之間存在顯著差異，但史學發現他們的方法之間具有基本的連續性，這使他們成為一個單一的統一政策。
一些作者，例如奥托·辛澤（Otto Hintze），強調了改革計劃的作用，例如1794年的《一般邦法》。這種連續性證實了這樣一種理論，即改革者在改革發生之前就已經是一個獨特的群體。托馬斯·尼伯代（Thomas Nipperdey）繼續討論，寫道在1806年災難之前就有改革計劃，但其背後的人缺乏將其付諸實施的精力，也缺乏內部凝聚力。至於農業改革，格奧爾格·弗里德里希·克納普（Georg Friedrich Knapp）的著作在19世紀末引起了一場爭論——他批評了改革政策，稱其有利於貴族的利益，而不是農民的利益。他認為亞當斯密的自由主義利益對某些問題的演變負責。後來的研究導致了無法維持的全球批評。畢竟農民的財產是開發出來的，即使他們獲得的土地往往被揭露為貧瘠的土壤。

### 其他角度

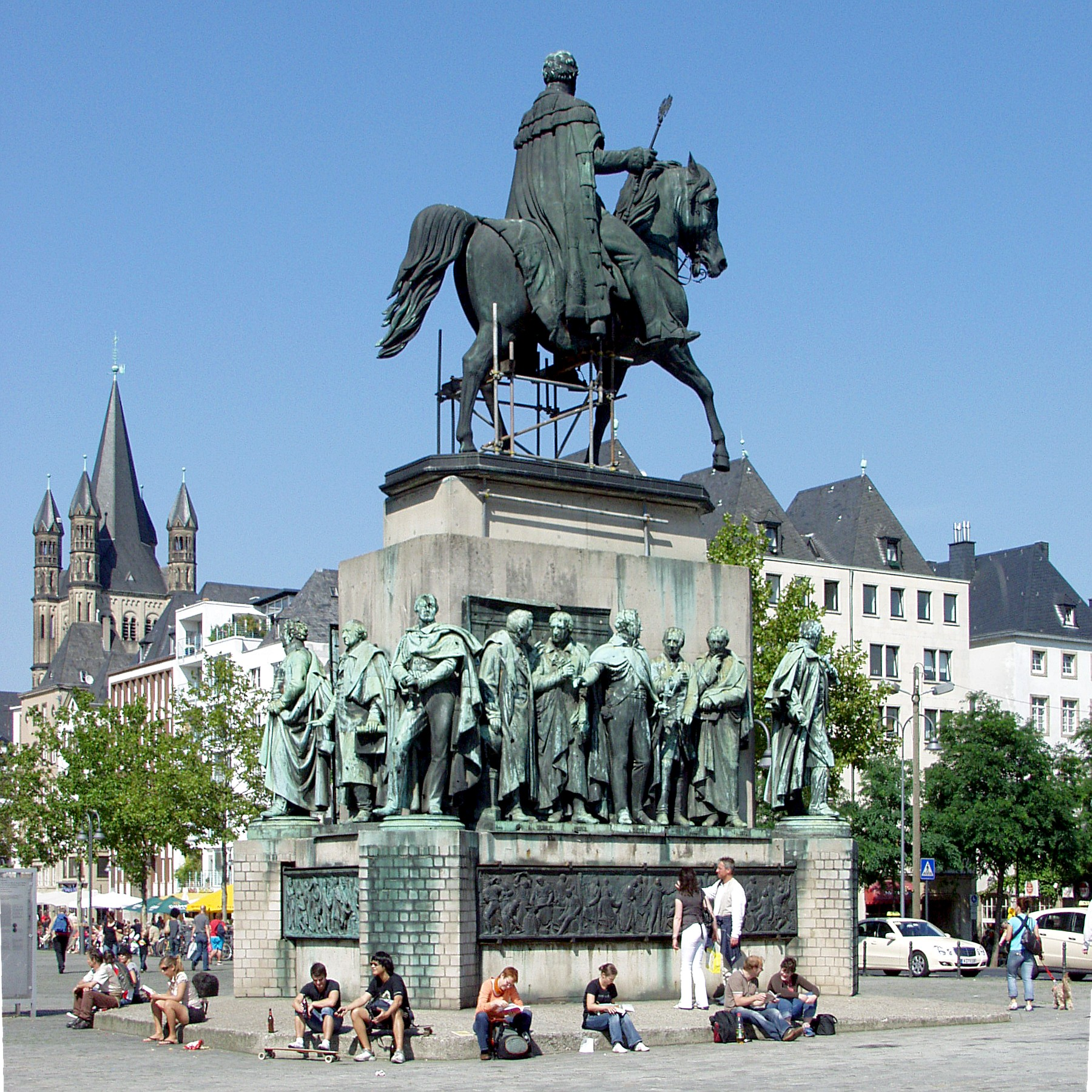
科隆的腓特烈·威廉三世骑马像，雕像下部环绕着此次改革的先驱人物：施泰因、哈登贝格、舍恩、格奈森瑙、洪堡、约克等

如今工業改革的成功也受到了更為細緻入微的批評。他們被認為不是工匠們痛苦的直接原因，而是被認為是立法對其發展的影響減弱。德國歷史學家芭芭拉·沃格爾（Barbara Vogel）試圖解決農業和工業方法的總體概念，並將其描述為“現代化的官僚戰略”。當考慮到工業發展時，改革政策被視為肯定集中在鼓勵歷史悠久的普魯士領土上的農村工業，從而允許普魯士工業革命的開始。
莱因哈特·科塞莱克他的著作《改革與革命之間的普魯士》（Preußen zwischen Reform und Revolution）中試圖根據1848年的革命對改革政策做出一般性解釋。他區分了三種不同的過程。 《一般州法》在其出版時代表了對社會問題的一種反應，但仍然依附於法人要素。科塞萊克在改革時期和1815年至1825年加強行政管理期間看到了行政國家的誕生，這是對後來憲法的預期。然而在他看來，接下來的幾十年見證了官僚壓制的政治和社會運動。改革時期結束後，科塞萊克強調，高級公務員與不能成為公務員的“教育市民”資產階級之間的平衡破裂。他认为官僚代表著普遍利益而不是個人利益，沒有設立全國代表機構，因為害怕看到改革運動停止。

## 脚注
1. 1 2 3  Rovan (1999), p. 438
2. 1 2  Nordbruch (1996), p. 187
3. ↑  Demel & Puschner (1995), p. 53
4. ↑  Büsch (1992), p. 501
5. ↑  Büsch (1992), p. 501
6. ↑  Rovan (1999), p. 413
7. ↑  Reihlen (1988), p. 17
8. ↑  Demel & Puschner (1995), p. 222
9. ↑  Demel & Puschner (1995), p. 217
10. ↑  Nipperdey (1998), p. 33
11. ↑  Griewank (2003), p. 14
12. ↑  Wehler (1987), p. 401
13. ↑  Cited after Nipperdey (1998), p. 51
14. ↑  Georg Pertz, pp. 115–116.[需要完整来源]
15. ↑  Förster (2004), p. 305
16. ↑  Fehrenbach (1986), p. 109
17. ↑  Demel & Puschner (1995), p. 138
18. ↑  Demel & Puschner (1995), p. 141
19. ↑  Nipperdey (1998), p. 36
20. ↑  Demel & Puschner (1995), p. 141
21. ↑  Demel & Puschner (1995), p. 141
22. ↑  Demel & Puschner (1995), p. 143
23. ↑  Büsch (1992), p. 22
24. ↑  Demel & Puschner (1995), p. 86
25. ↑  Walther (1993), p. 227
26. ↑  Rigaer Denkschrift in Demel & Puschner (1995), pp. 87–88
27. ↑  Demel & Puschner (1995), p. 91
28. ↑  Demel & Puschner (1995), p. 90
29. ↑  Roloff (1997), p. 787
30. ↑  Rovan (1999), p. 457
31. ↑  Klein (1965), p. 129
32. ↑  Hensler & Twesten (1838), p. 328
33. ↑  Demel & Puschner (1995), p. 144
34. ↑  Schüler-Springorum (1996), p. 37
35. ↑  Vogel (1980), p. 14
36. ↑  Büsch (1992), p. 28
37. ↑  Büsch (1992), p. 28
38. ↑  Nipperdey (1998), p. 50
39. ↑  Büsch (1992), p. 118
40. ↑  Büsch (1992), p. 119
41. ↑  Reihlen (1988), p. 20
42. ↑  Wehler (1987), pp. 442–445
43. ↑  Fischer (1972), p. 119
44. ↑  Ford, Guy Stanton. . Princeton University Press. 1922: 199–220.
45. ↑  Wehler (1987), p. 406
46. ↑  Nipperdey (1998), pp. 40–43, 47
47. ↑  Botzenhart (1985), p. 48
48. ↑  Botzenhart (1985), p. 51
49. ↑  Büsch (1992), p. 29
50. ↑  Fehrenbach (1986), p. 116
51. ↑  Fehrenbach (1986), p. 117
52. ↑  Demel & Puschner (1995), p. 337
53. ↑  Fehrenbach (1986), p. 118
54. ↑  Büsch (1992), p. 94
55. ↑  Büsch (1992), p. 94
56. ↑  Fehrenbach (1986), p. 117
57. ↑  Fehrenbach (1986), p. 118
58. ↑  . Holy Roman Empire Association.   [2019-04-14]. （原始内容存档于2020-09-01）.
59. ↑  Sagarra, Eda. . 1977: 140–154, 341–45. ISBN 9780841903326.
60. ↑  For details on the life of a representative peasant farmer, who migrated in 1710 to Pennsylvania, see Bernd Kratz, "Jans Stauffer: A Farmer in Germany before his Emigration to Pennsylvania", Genealogist, Fall 2008, Vol. 22 Issue 2, pp. 131–169
61. ↑  Brakensiek, Stefan, , German History 12 (2), April 1994: 137–179
62. ↑  Perkins, J. A., , Comparative Studies in Society and History 28 (2), April 1986: 287–330
63. ↑  Demel & Puschner (1995), p. 137
64. ↑  Demel & Puschner (1995), p. 150
65. ↑  Demel & Puschner (1995), p. 153
66. ↑  Demel & Puschner (1995), pp. 150–151
67. ↑  Rovan (1999), p. 461
68. ↑  Bussiek (2002), p. 29
69. ↑  Fehrenbach (1986), p. 113
70. ↑  Nipperdey (1998), p. 37
71. ↑  Demel & Puschner (1995), p. 146
72. ↑  Büsch (1992), p. 287
73. ↑  Demel & Puschner (1995), p. 148
74. ↑  Botzenhart (1985), p. 46
75. ↑  Demel & Puschner (1995), p. 289
76. ↑  Fehrenbach (1986), p. 119
77. ↑  Fehrenbach (1986), p. 119
78. ↑  Nipperdey (1998), p. 49
79. ↑  Wehler (1987), pp. 429–432
80. ↑  Demel & Puschner (1995), p. 211
81. ↑  Demel & Puschner (1995), p. 212
82. ↑  Jean Mondot, "L'émancipation des Juifs en Allemagne entre 1789 et 1815", in Knopper & Mondot (2008), p. 238
83. ↑  Jean Mondot, "L'émancipation des Juifs en Allemagne entre 1789 et 1815", in Knopper & Mondot (2008), p. 237
84. ↑  Rovan (1999), p. 460
85. ↑  Wehler (1987), p. 408
86. ↑  Büsch (1992), p. 28
87. ↑  Demel & Puschner (1995), p. 392
88. ↑  Lange (1857), p. 12
89. ↑  Neugebauer & Busch (2006), p. 142
90. ↑  Demel & Puschner (1995), p. 393
91. ↑  Rovan (1999), p. 459
92. ↑  Gumtau (1837), p. 3
93. ↑  Neugebauer & Busch (2006), p. 197
94. ↑  Millotat (2000), p. 53
95. ↑  Demel & Puschner (1995), p. 397
96. ↑  Nipperdey (1998), pp. 50–56
97. ↑  Neugebauer & Busch (2006), p. 144
98. ↑  Radrizzani (2002), p. 127
99. ↑  Demel & Puschner (1995), p. 60
100. ↑  Demel & Puschner (1995), p. 414
101. ↑  Fehrenbach (1986), pp. 235–239
102. ↑  Nipperdey (1998), p. 33
103. ↑  Fehrenbach (1986), pp. 239–241
104. ↑  Vogel (1978)
105. ↑  Koselleck (1967)